# Пісенний конкурс Євробачення 2025
Пісенний конкурс «Євробачення 2025» — 69-й пісенний конкурс, що відбувся в Базелі, Швейцарія, після перемоги Nemo з піснею «The Code» на конкурсі 2024 року. Півфінали пройшли 13 та 15 травня, фінал — 17 травня 2025 року. Швейцарія приймала конкурс утретє, після своєї останньої перемоги у 1988 році та Євробачення 1989, що відбулося в Лозанні. Ведучими події стали Гейзел Брюггер і Сандра Штудер, а у фіналі до них приєдналася Мішель Гунцікер.
У конкурсі взяла участь 37 країн. Чорногорія повернулася на Євробачення після двох років відсутності, своєю чергою Молдова відмовилася від участі попри початкове підтвердження. Переможницею Євробачення 2025 стала Австрія з піснею «Wasted Love» у виконанні співака JJ. Другою фінішувала «New Day Will Rise» від Ізраїлю, який преставляла Юваль Рафаель. Третє місце посіла пісня від Естонії — «Espresso Macchiato» співака Томмі Кеша.
Європейська мовна спілка оголосила, що конкурс 2025 року зібрав 166 млн глядачів у 37 країнах-учасницях. Фінал мав найвищу частку переглядів конкурсу Євробачення з 2004 року. Частка переглядів фіналу склала 47,7 %, що є найвищим показником за понад двадцять років. У 19 з 37 країн частка аудиторії конкурсу перевищила 50 %. Загалом аудиторія трьох прямих трансляцій зросла на 3 млн глядачів порівняно з фіналом 2024 року. Окрім цього, відомо, що голоси від «Решти світу» надійшли зі 146 країн.

## Місце проведення

### Процес вибору міста
Право на проведення конкурсу автоматично здобуває країна-переможниця попереднього року, окрім Австралії, у випадку перемоги якої Євробачення проходитиме у європейській країні, обраній Європейською мовною спілкою і телекомпанією SBS.

12 травня 2024 року, наступного дня після перемоги Nemo, Женева стала першим швейцарським містом, що виявило зацікавленість у проведенні Євробачення 2025. Цього ж дня відбулося позачергове засідання ради SRG SSR для обговорення конкурсу. Згодом своє про бажання щодо проведення конкурсу заявили й інші міста. Тоді ж у SRF повідомили, що місто-господар Євробачення 2025 стане відомим у вересні.
У липні 2024 року деякі швейцарські політичні партії, зокрема Федерально-демократичний союз та Швейцарська народна партія, заявили про намір ініціювати проведення референдуму проти проведення Євробачення 2025 у кількох містах країни, зокрема Цюриху та Берні.
31 травня 2024 року SRG SSR повідомила, що зацікавлені міста отримали каталог із детальним описом вимог ЄМС. Міста мали підготувати свої заявки до кінця червня, а остаточне оголошення очікувалося наприкінці серпня. Телекомпанія також повідомила, що робоча група з 12 осіб уже почала готуватися до конкурсу, а основна увага була зосереджена на розробці структури проєкту, включно з розподілом ролей.
19 липня 2024 року стало відомо, що містами, які ввійшли до короткого списку потенційних міст-господарів Пісенного конкурсу Євробачення 2025, стали Базель і Женева. Комітет під керівництвом PricewaterhouseCoopers переглянув заявки чотирьох зацікавлених міст і обрав два для проходження до фінального етапу.

Остаточне рішення було прийняте наприкінці серпня й оголошене 30 серпня. Європейська мовна спілка та швейцарський мовник SRG SSR вибрали місцем проведення конкурсу Базель та арену Санкт-Якобсгалле. За словами Рето Періца, співвиконавчого продюсера Євробачення 2025, головними перевагами Базеля над Женевою стали: доступність місця проведення на тиждень довше, креативніша пропозиція та наявність інфраструктури арени (усю інфраструктуру для проведення конкурсу в Palexpo довелося б будувати з нуля). Основною перевагою, на яку спирається уряд Базеля, є розташування міста, а також його досвід проведення великих міжнародних заходів. Базель розташований «у самому серці Європи», на кордоні з Францією та Німеччиною, з короткими відстанями між країнами та розвиненим міжнародним транспортним сполученням. Місто разом з Австрією приймало Конференцію Ради міністрів ОБСЄ у 2014 році та УЄФА 2007—2008. 

Місце проведення Євробачення 2025
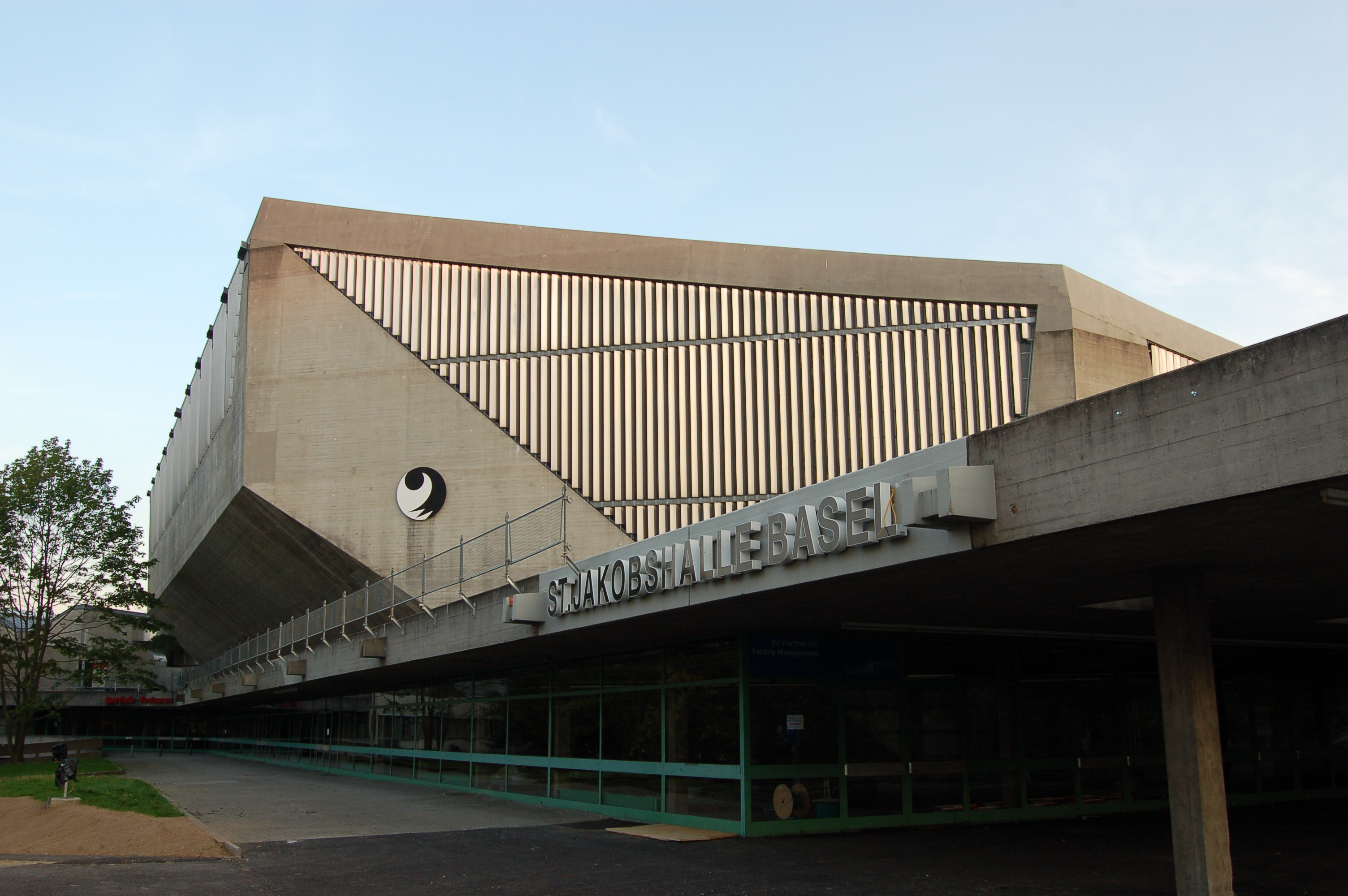
Санкт-Якобсгалле

     Переможець
     Потрапили в шортлист
| Місто             | Місце            | Деталі |
| ----------------- | ---------------- | --- |
| Женева            | Palexpo Geneva   | Площа приміщення складає 32 000 м2, які можуть вмістити майже 15 000 глядачів. Усі три конференц-центри будуть доступні для проведення конкуру. У червні 2024 року представники кантону та міста Женеви, а також перспективне місце проведення Palexpo створили робочу групу, яка зосередилася на питаннях проведення конкурсу. Як зазначалося в офіційній заяві: «Женева є штаб-квартирою Європейської мовної спілки, яка святкуватиме своє 75-річчя у 2025 році, що робить заявку ще більш символічною… Як перехрестя миру та взаєморозуміння між народами, Женева чудово символізує цінності, які пропагує Пісенний конкурс Євробачення!». Місто планувало виділити 30 млн швейцарських франків на організацію заходу, ще стільки ж — кантональні й муніципальні уряди. |
| Базель            | Санкт-Якобсгалле | Конрадін Крамер, президент кантону Базель-Штадт, заявив, що «Базель готовий» і що «було б чудово та почесно, якби Базель міг прийняти наступне видання цього всесвітньо популярного співочого конкурсу». Стратегія міста спирається на три основні аргументи — інфраструктуру, доступність та гостинність. Кантон пропонував Санкт-Якоб Парк та Сент-Якобсгалле як потенційні місця проведення конкурсу за підтримки місцевої футбольної команди FC Basel 1893. |
| Базель            | Санкт-Якоб Парк  | Конрадін Крамер, президент кантону Базель-Штадт, заявив, що «Базель готовий» і що «було б чудово та почесно, якби Базель міг прийняти наступне видання цього всесвітньо популярного співочого конкурсу». Стратегія міста спирається на три основні аргументи — інфраструктуру, доступність та гостинність. Кантон пропонував Санкт-Якоб Парк та Сент-Якобсгалле як потенційні місця проведення конкурсу за підтримки місцевої футбольної команди FC Basel 1893. |
| Санкт-Галлен      | Olma Hall        | Крістін Болт, голова сільськогосподарської виставки Olma у східній Швейцарії, виступила за проведення конкурсу в Санкт-Галлен та зазначила швейцарському мовнику SRF, що новий зал Olma Hall ідеально підійде для такого роду заходів. Зал був відкритий на початку березня 2023 року й вміщує до 12 000 осіб. Окрім цього, Ліхтенштейн, що розташований поблизу міста, висловив бажання співпрацювати у сфері туризму, якщо Санкт-Галлен зможе прийняти Євробачення. |
| Цюрих             | Галленштадіон    | Цюрих, найбільше місто Швейцарії, був готовий провести Євробачення на Галленштадіон — провідній критій арені, що приймала численні міжнародні музичні та спортивні заходи, гарантувала наявність інфраструктури та може вмістити 15 000 осіб. Місто об'єднало зусилля з Zurich Tourism, приватними партнерами AG Hallenstadion, MCH Messe Schweiz AG і Kongresshaus Zürich AG, щоб підготувати свою заявку на Євробачення 2025. Планувалося виділити 20 млн швейцарських франків, якщо б Цюрих став містом-господарем. |
| Біль/Б'єнн & Берн | BERNEXPO         | Рідне місто Nemo — Біль/Б'єнн і кантон Берн з 15 травня заохочували Берн, столицю Швейцарії, подати заявку на проведення Євробачення. Місто Біль/Б'єнн заявило, що сподівалося на співпрацю з Берном в організації Євробачення 2025, і вело перемовини з його мерією та виставковим конференц-центром BERNEXPO. Разом з тим, уряд кантону також обговорював можливість проведення конкурсу Євробачення, оскільки кілька місць проведення конгресів і виставок у кантоні Берн мають привабливу інфраструктуру. 6 червня було оголошено про офіційну заявку Біля/Б'єнна та Берна. |

Окрім цього, місто Фрібур вирішувало, чи подавати заявку на проведення Євробачення 2025. Джон Гоббі, генеральний директор Фрібур-Готтерон, хокейного клубу, що базується у Фрібурі, підтвердив, що велися дискусії щодо того, чи може місто прийняти конкурс. Найвірогіднішим місцем для цього могла стати BCF Arena, що є домашньою ареною Фрібур-Готтерона. Потенційними перешкодами для використання цього місця є його розмір і матчі плей-офф хокейного клубу. Зараз BCF Arena вміщує 9000 глядачів, що нижче вимог Євробачення до 10000 місць. Місцевий уряд Фрібура також підтвердив свої роздуми щодо подання заявки. У кінцевому підсумку місто Фрібур так і не подало заявку на проведення конкурсу.
Деякі міста одразу заявили про свою відмову від проведення конкурсу:
- Лозанна, місто-господар Євробачення 1989, відмовилася від проведення конкурсу 2025 року через відсутність інфраструктури та хокейний сезон на Vaudoise Arena у час проведення Євробачення[26].
- Місто Лугано, в якому пройшов найперший конкурс Євробачення, відмовилося приймати конкурс у 2025 році. Головною причиною цього є відсутність відповідних місць у Лугано та кантоні Тічино — у місті немає майданчиків, які можуть вмістити до 15 тис. глядачів[27].

### Фінансування
Пропозиція урядової ради щодо фінансування проведення Євробачення 2025 у Базелі передбачала чисті витрати в розмірі майже 35 млн шв. франків. Це, зокрема, витрати на: інфраструктуру та втрату доходу в районі Санкт-Якоб (14,6 млн), безпеку (7,9 млн), розміщення та вітальні кампанії (5,07 млн ), транспорт і громадський транспорт (2 млн), супутні заходи (915 тис.), організаційно-комунікаційні витрати (800 тис.) тощо. 11 вересня 2024 року Велика рада Базеля затвердила фінансування, необхідне для проведення конкурсу, у розмірі 37,46 млн шв. франків.

## Формат

### Виробництво
У червні 2024 року стало відомо, що виконавча рада SRG призначила Рето Періца з SRF і Моріца Штадлера з RTS співвиконавчими продюсерами пісенного конкурсу Євробачення 2025. Згодом швейцарська телекомпанія SRG SSR визначила та сформувала головну команду, яка контролюватиме проведення конкурсу в країні:
- Ів Шифферле — відповідальний за створення та реалізацію контенту для всіх трьох шоу Євробачення (модерування, відкриття та інтервал-акти, парад прапорів, листівки, процедура голосування тощо).
- Бернгард Шпані — керівник офісу управління проєктами.
- Надя Буркгардт-Траколь — голова заходів, головна контактна особа для міста-організатора.
- Крістер Бйоркман — голова конкурсу, координатор внесків від всіх країн-учасниць; тісно співпрацюватиме з Івом Шифферле.
- Тобіас Оберг — керівник технічного виробництва, відповідатиме будівництво сцени, інфраструктуру та ІТ.

Окрім цього, після проведення незалежної оцінки організаційного процесу конкурсу внаслідок суперечливих моментів Євробачення 2024, у Європейській мовній спілці створили дві нові посади. Перша — директор конкурсу, який підпорядковуватиметься заступнику генерального директора ЄМС та медіа-директору, та якому, своєю чергою, підпорядковуватиметься виконавчий супервайзер (Мартін Естердаль). У жовтні 2024 року стало відомого, що посаду обійматиме Мартін Грін. Друга — керівник бренду та реклами Євробачення.
Частина змін, які будуть реалізовані, також охоплюватиме забезпечення того, щоб артисти, їхні делегації та місцеві мовники були обізнаніші про правила та обов'язки, яких вони погоджуються дотримуватися, беручи участь у конкурсі, включно з їхньою поведінкою щодо представників та команд інших країн.

### Девіз
14 листопада 2023 року Європейська мовна спілка та SVT повідомили, що девіз Євробачення 2023 — United by Music (укр. «Об'єднані музикою») — обрали постійним девізом Пісенного конкурсу Євробачення. Під цим девізом пройде і конкурс 2025 року.

### Візуальний дизайн

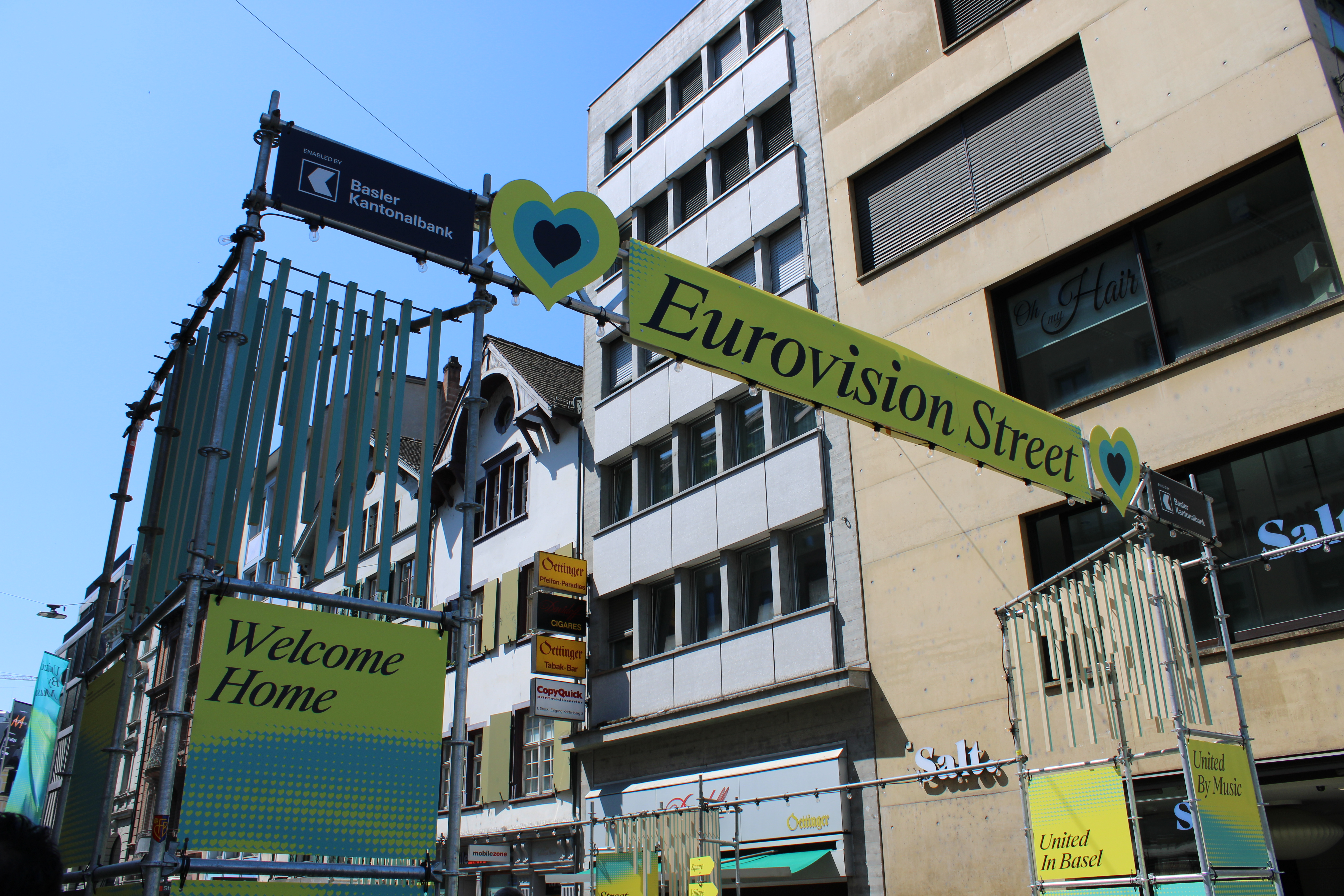
«Вулиця Євробачення» в Базелі з елементами візуальної концепції конкурсу

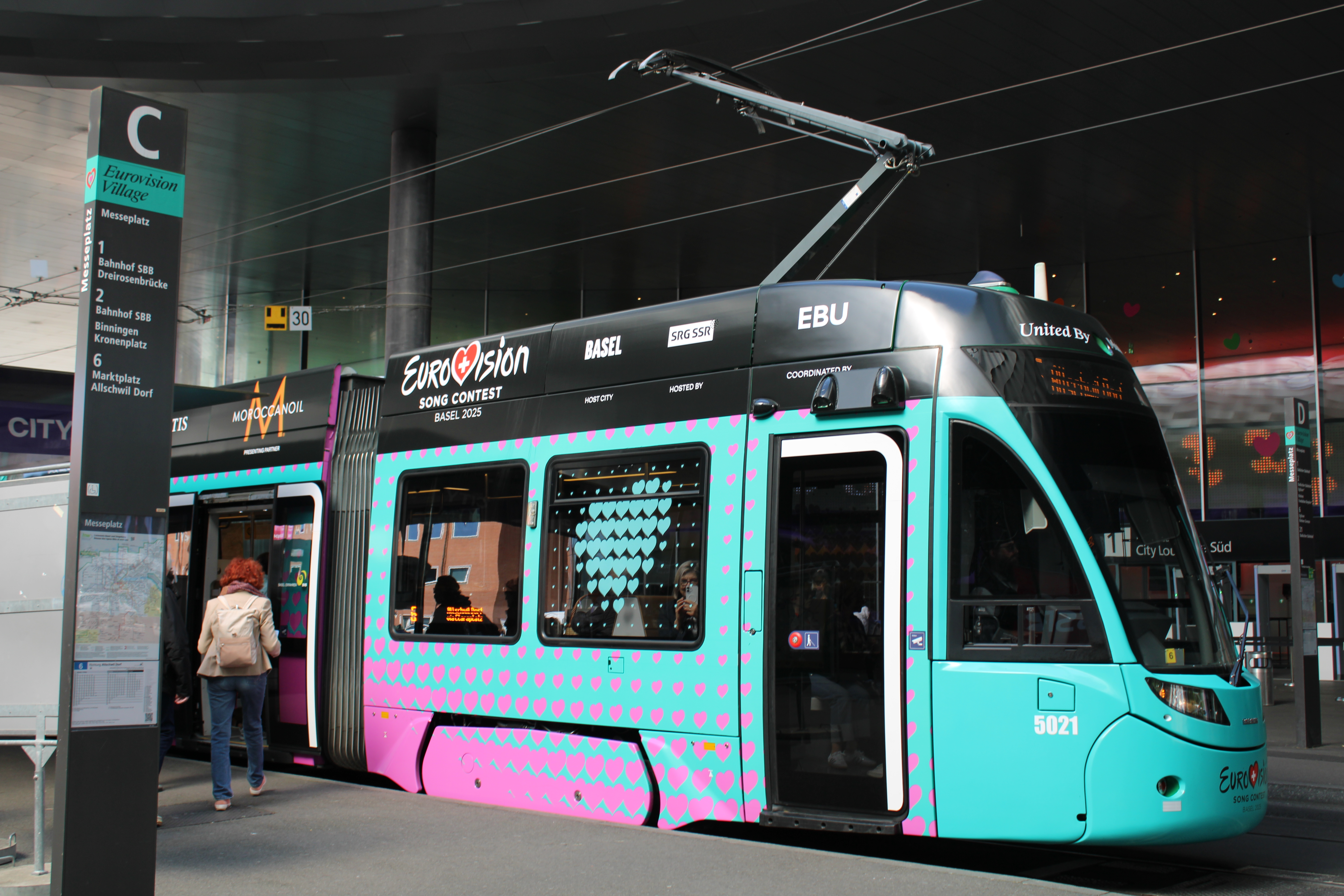
Трамвай у Базелі з головним елементом дизайну Євробачення 2025 — пульсуючими серцями

16 грудня 2024 року на прес-конференції в Базелі команда проєкту конкурсу представила візуальну концепцію Євробачення 2025. Візуальну та звукову айдентику розробив арт-директор Артур Дейнев. Його мета полягала в тому, щоб створити дизайн, який змушував би людей відчувати себе почутими та цінними. Натхненний швейцарською традицією прямої демократії, яка обертається навколо вміння слухати й вести діалог, Дейнев вибрав «слухання» як центральну провідну тему всієї концепції бренду та назвав її «Єдність формує любов» (англ. Unity Shapes Love). Дейнев каже: «Якщо ми слухаємо один одного, ми знаходимо любов». Тому пульсуючі серця стали головним елементом дизайну Євробачення 2025 — вони представляють мільйони людей, об'єднаних конкурсом.
Аудіоконцепція, яка супроводжує Євробачення в Базелі, поєднує традиційне та сучасне. Вона заснований на потужному ритмі з вкрапленнями деяких традиційних елементів швейцарської музики: йодлом, характерним звучанням базельського барабанного корпусу та музикою цимбалів й альпгорнів.

### Сцена

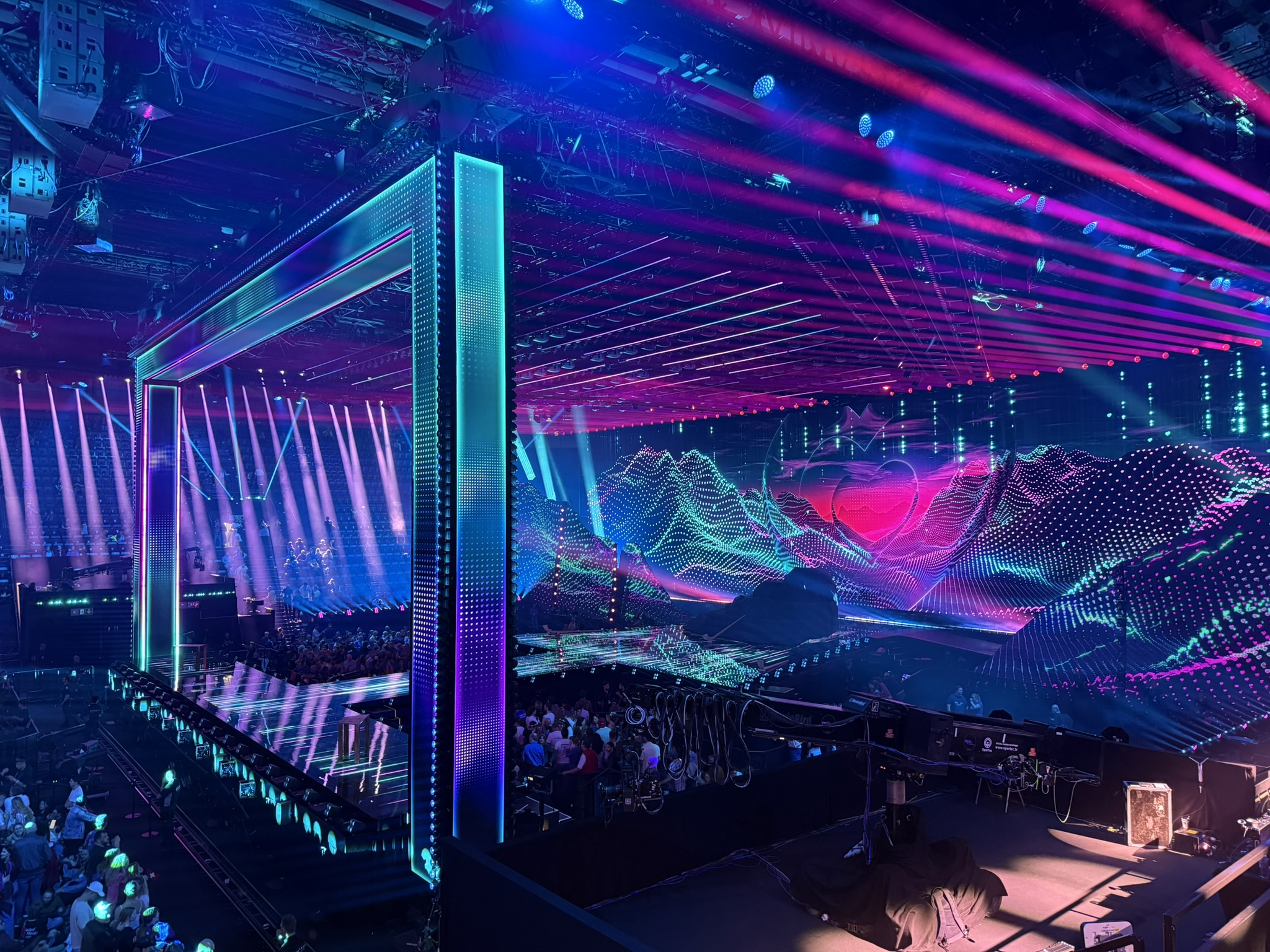
Сцена Євробачення 2025

Дизайн сцени для 69-го пісенного конкурсу Євробачення був натхненний горами Швейцарії та різноманітністю країни. Художник-постановник зі швейцарським корінням Флоріан Відер увосьме став відповідальним за оформлення сцени Євробачення.
Для цьогорічної події Відер черпав натхнення у швейцарських горах і мовному розмаїтті країни: «Нашою метою було створити революційну концепцію сцени — цілісний досвід, якого ми ніколи раніше не бачили на Євробаченні. Завдяки ефектному плануванню сцени глядачі зможуть стати частиною Євробачення, як ніколи раніше».

### Оголошення фіналістів
12 травня 2025 року Європейська мовна спілка і швейцарський мовник офіційно оголосили, що цього року зміниться спосіб оголошення фіналістів у півфіналах конкурсу: на екрані одночасно показуватимуть трьох виконавців, і з них один буде оголошений фіналістом — таким чином будуть визначені перші дев'ять фіналістів. Своєю чергою десятий фіналіст буде названий ведучими з тих шести країн, що залишаться з попередніх етапів.
Цей метод відрізняється від попереднього, коли оголошення фіналістів супроводжувалося показом делегацій у грін-румі й ведучі поступово називали країни, які потрапили до фіналу конкурсу. Інколи серед показаних операторами країн була наступна країна-фіналістка, а інколи — країна, яка ще не з'являлася на екрані. Зміни були запроваджені для того, щоб на екрані частіше показували делегації, а не ведучих. Також було підтверджено, що жодну країну не будуть показувати більше трьох разів під час оголошення фіналістів, оскільки організатори помітили, що деякі країни демонструвалися частіше, незалежно від їхнього проходження у фінал.

## Країни-учасниці
Зацікавлені мовники мали до 15 вересня 2024 року подати у ЄМС свою заявку на участь у конкурсі 2025 року та могли до 11 жовтня відмовитися від участі без фінансових санкцій. Для Нідерландів термін для підтвердження рішення щодо участі був продовжений до 1 листопада.
37 країн публічно оголосили про свій намір взяти участь у Євробаченні 2025. Чорногорія повернулася на конкурс після двох років відсутності.

### Повернення учасниць
- Ніна Жижич була учасницею Євробачення 2013 разом з гуртом Who See, де вони з піснею «Igranka» посіли 12-е місце у півфіналі.
- Юстина Стечковська з піснею «Sama» була учасницею Євробачення 1995, де посіла 18 місце.

### Жеребкування
Для визначення порядку виступів у півфіналі країн-учасниць організовується жеребкування, яке цьогоріч відбулося 28 січня 2025 року. Півфіналісти розподіляються між кількома кошиками на основі історичних моделей голосування з метою зменшення ймовірності «блокового голосування» та для посилення напруги у півфіналі. Жеребкування також визначає, у якому півфіналі голосуватимуть країна-переможниця минулого року (Швейцарія) та країни «Великої п'ятірки» (Франція, Німеччина, Італія, Іспанія та Велика Британія).
| 1                                                        | 2                                                  | 3                                                   | 4                                                 | 5                                                  |
| -------------------------------------------------------- | -------------------------------------------------- | --------------------------------------------------- | ------------------------------------------------- | -------------------------------------------------- |
| Бельгія Естонія Латвія Литва Люксембург Нідерланди Чехія | Азербайджан Вірменія Грузія Ізраїль Польща Україна | Австрія Албанія Сербія Словенія Хорватія Чорногорія | Греція Ірландія Кіпр Мальта Португалія Сан-Марино | Австралія Данія Ісландія Норвегія Фінляндія Швеція |

## Перший півфінал
Перший півфінал відбувся 13 травня 2025 року о 22:00 за київським часом (21:00 за CET). У ньому взяли участь 15 країн-конкуренток. Ці країни, а також Іспанія, Італія, Швейцарія і категорія «Решта світу» голосували в першому півфіналі. 10 країн, які отримали найбільшу сумарну кількість балів, потрапили у фінал конкурсу. Автофіналістки Іспанія й Італія і Швейцарія (як господарка конкурсу) також виконали свої пісні між виступами країн, що змагалися у півфіналі за право на фінал.
Півфінал відкривало шоу танцюристів, йодлерів і музикантів на альпійських рогах. Вони виконали швейцарські версії чотирьох пісень-переможниць: «Tattoo» (2023), «Arcade» (2019), «Waterloo» (1974) і «The Code» (2024). Серед інтервал-актів була музична композиція «Made in Switzerland» у виконанні ведучих Гейзел Брюггер і Сандри Штудер, що висвітлювала й сатирично зображала швейцарські стереотипи та винаходи. Також у номері з'явилася Петра Меде, яка раніше була ведучою конкурс (2013, 2016 і 2024 роки). Четверо колишніх учасників Євробачення 2024 — Маріна Сатті (Греція), Jerry Heil (Україна), Iolanda (Португалія) та Silvester Belt (Литва) — виконали «Ne partez pas sans moi», пісню Селін Діон, з якою Швейцарія перемогла на конкурсі 1988 року; перед цим також прозвучало заздалегідь записане повідомлення від самої Селін Діон. Окрім цього, Юрген Олсен, який переміг на Євробаченні 2000 разом зі своїм братом Нільсом Олсеном, виступив із їхньою переможною піснею «Fly on the Wings of Love» після оголошення фіналістів, причому текст пісні був змінений з урахуванням постійного слогану конкурсу — «Об'єднані музикою».
     країни-фіналістки
| №  | Країна      | Виконавець          | Пісня                                                                  | Мова                   | Місце          | Бали           |
| -- | ----------- | ------------------- | ---------------------------------------------------------------------- | ---------------------- | -------------- | -------------- |
| 1  | Ісландія    | Væb                 | «Róa»(ісл.) «Веслування»                                               | ісландська             | 6              | 97             |
| 2  | Польща      | Юстина Стечковська  | «Gaja»(пол.) «Гея»                                                     | польська, англійська   | 7              | 85             |
| 3  | Словенія    | Клемен              | «How Much Time Do We Have Left»(англ.) «Скільки у нас залишилося часу» | англійська             | 13             | 23             |
| 4  | Естонія     | Томмі Кеш           | «Espresso Macchiato»(італ.) «Еспресо мак'ято»                          | італійська, англійська | 5              | 113            |
| 16 | Іспанія     | Melody              | «Esa diva»(ісп.) «Та діва»                                             | іспанська              | Автофіналістка | Автофіналістка |
| 5  | Україна     | Ziferblat           | «Bird of Pray»(англ.) «Молитовна пташка»                               | англійська, українська | 1              | 137            |
| 6  | Швеція      | KAJ                 | «Bara bada bastu»(швед.) «Просто скористайтеся сауною»                 | шведська               | 4              | 118            |
| 7  | Португалія  | Napa                | «Deslocado»(порт.) «Переміщений»                                       | португальська          | 9              | 56             |
| 8  | Норвегія    | Кайл Алессандро     | «Lighter»(англ.) «Запальничка»                                         | англійська             | 8              | 82             |
| 9  | Бельгія     | Red Sebastian       | «Strobe Lights»(англ.) «Стробоскопи»                                   | англійська             | 14             | 23             |
| 17 | Італія      | Лучіо Корсі         | «Volevo essere un duro»(італ.) «Я хотів бути жорстким»                 | італійська             | Автофіналіст   | Автофіналіст   |
| 10 | Азербайджан | Mamagama            | «Run With U»(англ.) «Бігати з тобою»                                   | англійська             | 15             | 7              |
| 11 | Сан-Марино  | Габрі Понте         | «Tutta l'Italia»(італ.) «Вся Італія»                                   | італійська             | 10             | 46             |
| 12 | Албанія     | Shkodra Elektronike | «Zjerm»(алб.) «Вогонь»                                                 | албанська              | 2              | 122            |
| 13 | Нідерланди  | Клод                | «C'est La Vie»(фр.) «Таке життя»                                       | французька, англійська | 3              | 121            |
| 14 | Хорватія    | Марко Бошняк        | «Poison Cake»(англ.) «Отруйний торт»                                   | англійська             | 12             | 28             |
| 18 | Швейцарія   | Зої Ме              | «Voyage»(фр.) «Подорож»                                                | французька             | Автофіналістка | Автофіналістка |
| 15 | Кіпр        | Theo Evan           | «Shh»(англ.) «Тсс»                                                     | англійська             | 11             | 44             |

## Другий півфінал
Другий півфінал відбувся 15 травня 2025 року о 22:00 за київським часом (21:00 за CET). У ньому брали участь 16 країн-конкуренток. Ці країни, а також Велика Британія, Німеччина, Франція і категорія «Решта світу» голосували в другому півфіналі. 10 країн, які отримали найбільшу сумарну кількість балів, потрапили у фінал конкурсу. Автофіналістки Велика Британія, Німеччина і Франція також виконали свої пісні між виступами країн, що змагалися у півфіналі за право на фінал.
Півфінал відкривав монолог шанувальника Євробачення з розповіддю про те, що він любить у конкурсі. Серед інтервал-актів були чотири колишні учасники, які виконали свої пісні зі скасованого конкурсу 2020 року: Gjon's Tears (Швейцарія) з «Répondez-moi», The Roop (Литва) з «On Fire», Ефенді (Азербайджан) з «Cleopatra» та Дестіні (Мальта) з «All of My Love». Також була презентація чотирьох національних мов Швейцарії — німецької, французької, італійської та романшської — з танцювальним номером «On Time». Після оголошення фіналістів співведуча конкурсу Сандра Штудер виконала пісню «Insieme: 1992», з якою Тото Кутуньйо здобув для Італії перемогу на Євробаченні 1990.
     країни-фіналістки
| №  | Країна          | Виконавець      | Пісня                                                                    | Мова                          | Місце          | Бали           |
| -- | --------------- | --------------- | ------------------------------------------------------------------------ | ----------------------------- | -------------- | -------------- |
| 1  | Австралія       | Go-Jo           | «Milkshake Man»(англ.) «Людина-мілкшейк»                                 | англійська                    | 11             | 41             |
| 2  | Чорногорія      | Ніна Жижич      | «Dobrodošli» (Добродошли)(чорн.) «Ласкаво просимо»                       | чорногорська                  | 16             | 12             |
| 3  | Ірландія        | Еммі            | «Laika Party»(англ.) «Вечірка Лайки»                                     | англійська                    | 13             | 28             |
| 4  | Латвія          | Tautumeitas     | «Bur man laimi»(латис.) «Принеси мені щастя»                             | латиська                      | 2              | 130            |
| 5  | Вірменія        | Parg            | «Survivor»(англ.) «Вцілілий»                                             | англійська                    | 10             | 51             |
| 6  | Австрія         | JJ              | «Wasted Love»(англ.) «Втрачене кохання»                                  | англійська                    | 5              | 104            |
| 17 | Велика Британія | Remember Monday | «What the Hell Just Happened?»(англ.) «Що, чорт забирай, щойно сталося?» | англійська                    | Автофіналістки | Автофіналістки |
| 7  | Греція          | Клавдія         | «Asteromata» (Αστερομάτα)(гр.) «Зоряноока»                               | грецька                       | 4              | 112            |
| 8  | Литва           | Katarsis        | «Tavo akys»(лит.) «Твої очі»                                             | литовська                     | 6              | 103            |
| 9  | Мальта          | Міріана Конте   | «Serving»(англ.) «Подаю»                                                 | англійська                    | 9              | 53             |
| 10 | Грузія          | Маріам Шенгелія | «Freedom»(англ.) «Воля»                                                  | грузинська, англійська        | 15             | 28             |
| 18 | Франція         | Луан            | «maman»(фр.) «Мама»                                                      | французька                    | Автофіналістка | Автофіналістка |
| 11 | Данія           | Сіссал          | «Hallucination»(англ.) «Галюцинація»                                     | англійська                    | 8              | 61             |
| 12 | Чехія           | Adonxs          | «Kiss Kiss Goodbye»(англ.) «Цілую Цілую Прощавай»                        | англійська                    | 12             | 29             |
| 13 | Люксембург      | Лора Торн       | «La poupée monte le son»(фр.) «Лялька збільшує гучність»                 | французька                    | 7              | 62             |
| 14 | Ізраїль         | Юваль Рафаель   | «New Day Will Rise»(англ.) «Новий день настане»                          | англійська, іврит, французька | 1              | 203            |
| 19 | Німеччина       | Abor & Tynna    | «Baller»(нім.) «Стріляю»                                                 | німецька                      | Автофіналісти  | Автофіналісти  |
| 15 | Сербія          | Принц           | «Mila» (Мила)(серб.) «Дорога»                                            | сербська                      | 14             | 28             |
| 16 | Фінляндія       | Еріка Вікман    | «Ich komme»(нім.) «Я йду»                                                | фінська                       | 3              | 115            |

## Фінал
Фінал відбувся 17 травня 2025 року о 22:00 за київським часом (21:00 за CET). У ньому взяли участь 26 країн-конкуренток — 10 країн, які кваліфікувалися з кожного з двох півфіналів, країни «великої п'ятірки» та господарка конкурсу Швейцарія. Усі 37 країн-учасниць Євробачення 2025 та категорія «решта світу» мали змогу голосувати у фіналі.
| №  | Країна          | Виконавець          | Пісня                                                                    | Мова                          | Місце | Бали | Журі | Глядачі |
| -- | --------------- | ------------------- | ------------------------------------------------------------------------ | ----------------------------- | ----- | ---- | ---- | ------- |
| 1  | Норвегія        | Кайл Алессандро     | «Lighter»(англ.) «Запальничка»                                           | англійська                    | 18    | 89   | 22   | 67      |
| 2  | Люксембург      | Лора Торн           | «La poupée monte le son»(фр.) «Лялька збільшує гучність»                 | французька                    | 22    | 47   | 23   | 24      |
| 3  | Естонія         | Томмі Кеш           | «Espresso Macchiato»(італ.) «Еспресо мак'ято»                            | італійська, англійська        | 3     | 356  | 98   | 258     |
| 4  | Ізраїль         | Юваль Рафаель       | «New Day Will Rise»(англ.) «Новий день настане»                          | англійська, іврит, французька | 2     | 357  | 60   | 297     |
| 5  | Литва           | Katarsis            | «Tavo akys»(лит.) «Твої очі»                                             | литовська                     | 16    | 96   | 34   | 62      |
| 6  | Іспанія         | Melody              | «Esa diva»(ісп.) «Та діва»                                               | іспанська                     | 24    | 37   | 27   | 10      |
| 7  | Україна         | Ziferblat           | «Bird of Pray»(англ.) «Молитовна пташка»                                 | англійська, українська        | 9     | 218  | 60   | 158     |
| 8  | Велика Британія | Remember Monday     | «What the Hell Just Happened?»(англ.) «Що, чорт забирай, щойно сталося?» | англійська                    | 19    | 88   | 88   | 0       |
| 9  | Австрія         | JJ                  | «Wasted Love»(англ.) «Втрачене кохання»                                  | англійська                    | 1     | 436  | 258  | 178     |
| 10 | Ісландія        | Væb                 | «Róa»(ісл.) «Веслування»                                                 | ісландська                    | 25    | 33   | 0    | 33      |
| 11 | Латвія          | Tautumeitas         | «Bur man laimi»(латис.) «Принеси мені щастя»                             | латиська                      | 13    | 158  | 116  | 42      |
| 12 | Нідерланди      | Клод                | «C'est La Vie»(фр.) «Таке життя»                                         | французька, англійська        | 12    | 175  | 133  | 42      |
| 13 | Фінляндія       | Еріка Вікман        | «Ich komme»(нім.) «Я йду»                                                | фінська                       | 11    | 196  | 88   | 108     |
| 14 | Італія          | Лучіо Корсі         | «Volevo essere un duro»(італ.) «Я хотів бути жорстким»                   | італійська                    | 5     | 256  | 159  | 97      |
| 15 | Польща          | Юстина Стечковська  | «Gaja»(пол.) «Гея»                                                       | польська, англійська          | 14    | 156  | 17   | 139     |
| 16 | Німеччина       | Abor & Tynna        | «Baller»(нім.) «Стріляю»                                                 | німецька                      | 15    | 151  | 77   | 74      |
| 17 | Греція          | Клавдія             | «Asteromata» (Αστερομάτα)(гр.) «Зоряноока»                               | грецька                       | 6     | 231  | 105  | 126     |
| 18 | Вірменія        | Parg                | «Survivor»(англ.) «Вцілілий»                                             | англійська                    | 20    | 72   | 42   | 30      |
| 19 | Швейцарія       | Зої Ме              | «Voyage»(фр.) «Подорож»                                                  | французька                    | 10    | 214  | 214  | 0       |
| 20 | Мальта          | Міріана Конте       | «Serving»(англ.) «Подаю»                                                 | англійська                    | 17    | 91   | 83   | 8       |
| 21 | Португалія      | Napa                | «Deslocado»(порт.) «Переміщений»                                         | португальська                 | 21    | 50   | 37   | 13      |
| 22 | Данія           | Сіссал              | «Hallucination»(англ.) «Галюцинація»                                     | англійська                    | 23    | 47   | 45   | 2       |
| 23 | Швеція          | KAJ                 | «Bara bada bastu»(швед.) «Просто скористайтеся сауною»                   | шведська                      | 4     | 321  | 126  | 195     |
| 24 | Франція         | Луан                | «maman»(фр.) «Мама»                                                      | французька                    | 7     | 230  | 180  | 50      |
| 25 | Сан-Марино      | Габрі Понте         | «Tutta l'Italia»(італ.) «Вся Італія»                                     | італійська                    | 26    | 27   | 9    | 18      |
| 26 | Албанія         | Shkodra Elektronike | «Zjerm»(алб.) «Вогонь»                                                   | албанська                     | 8     | 218  | 45   | 173     |

## Галерея

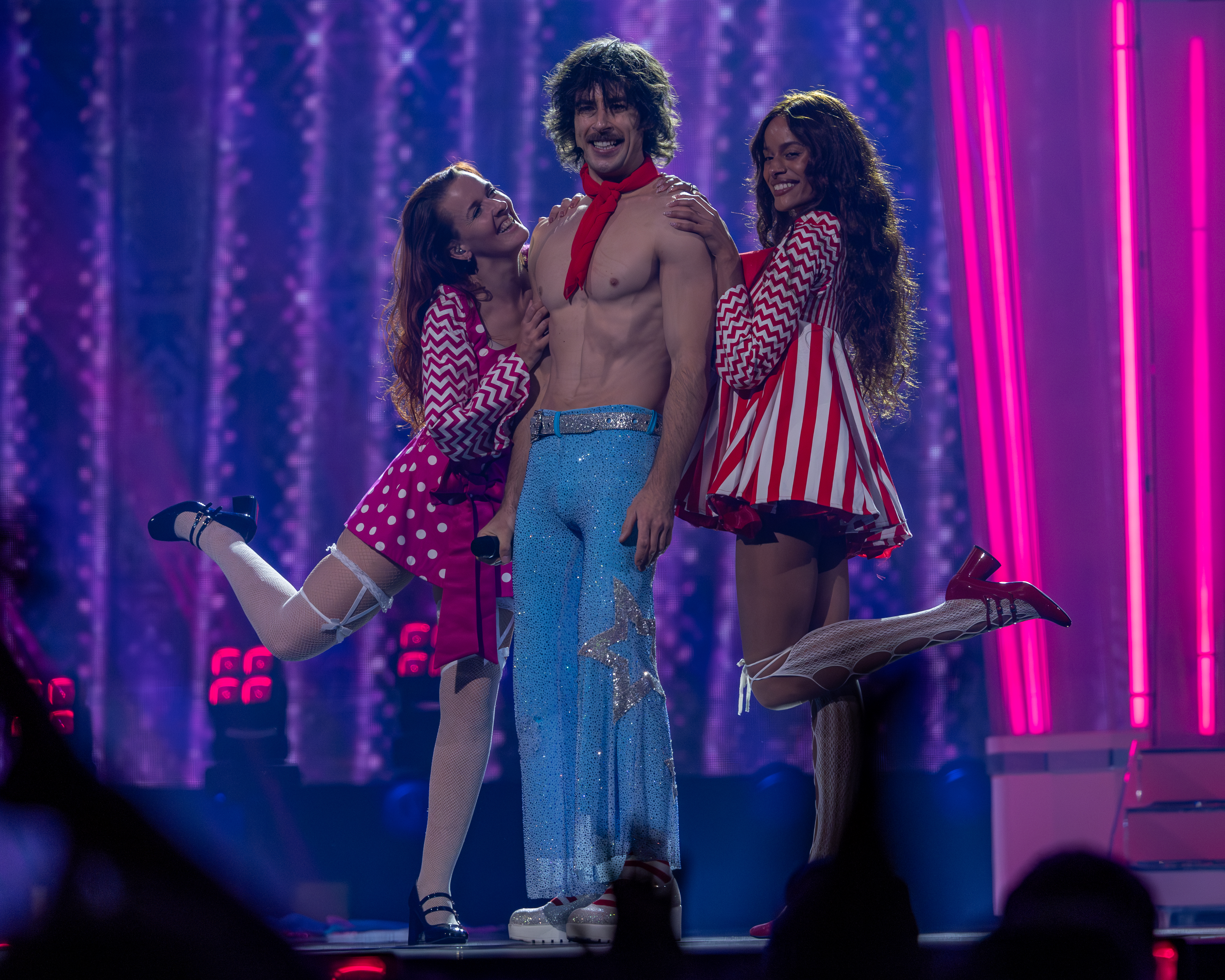
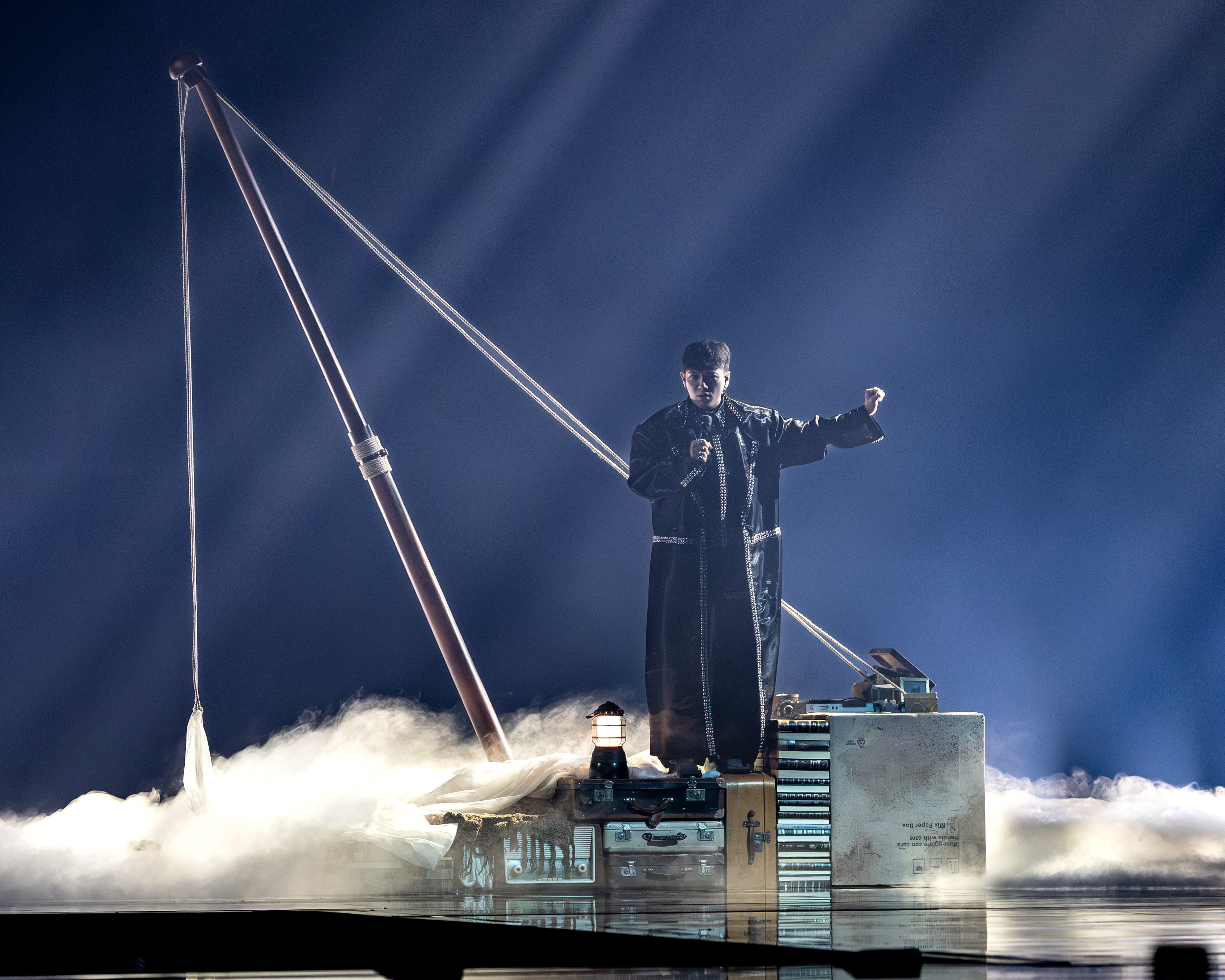
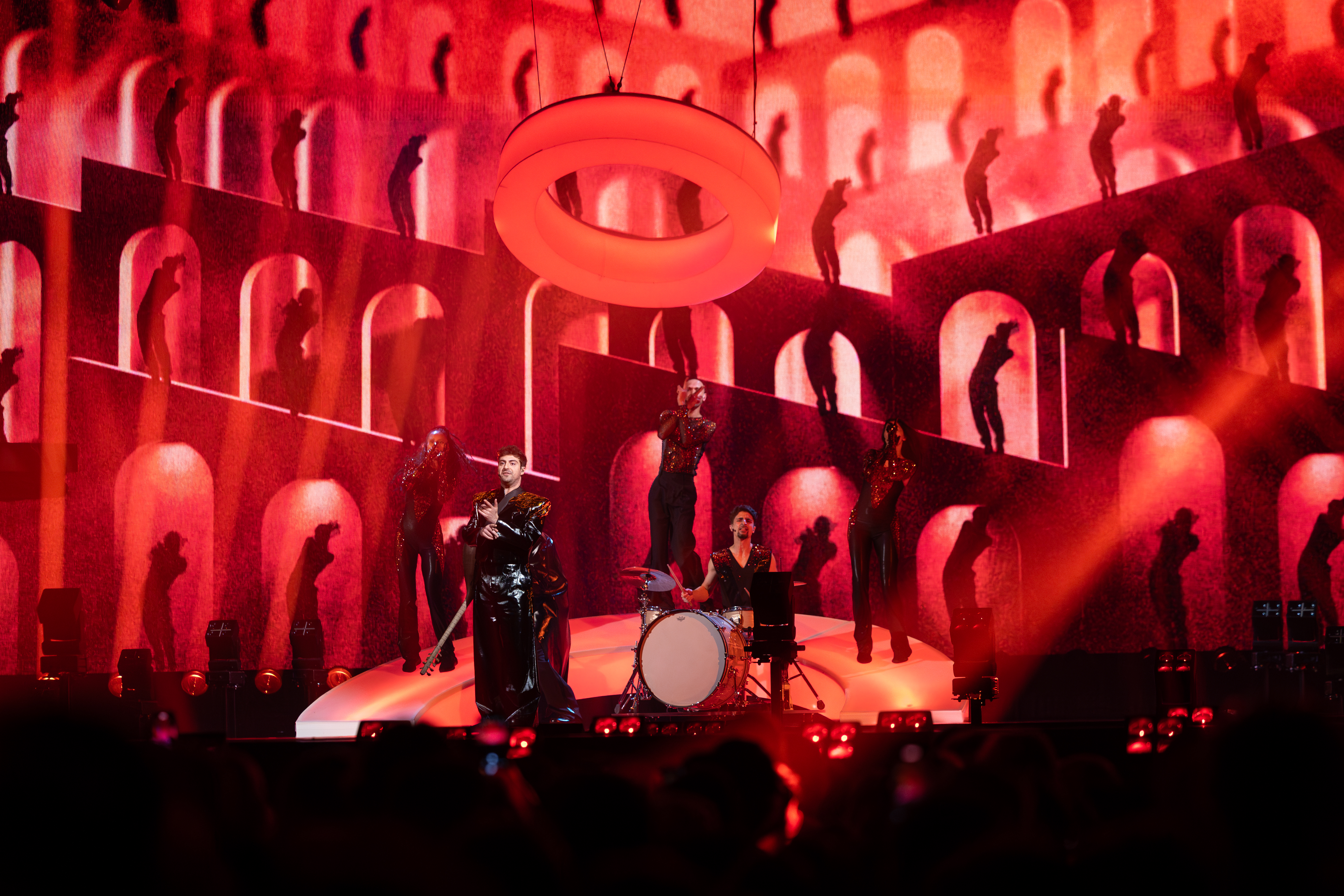
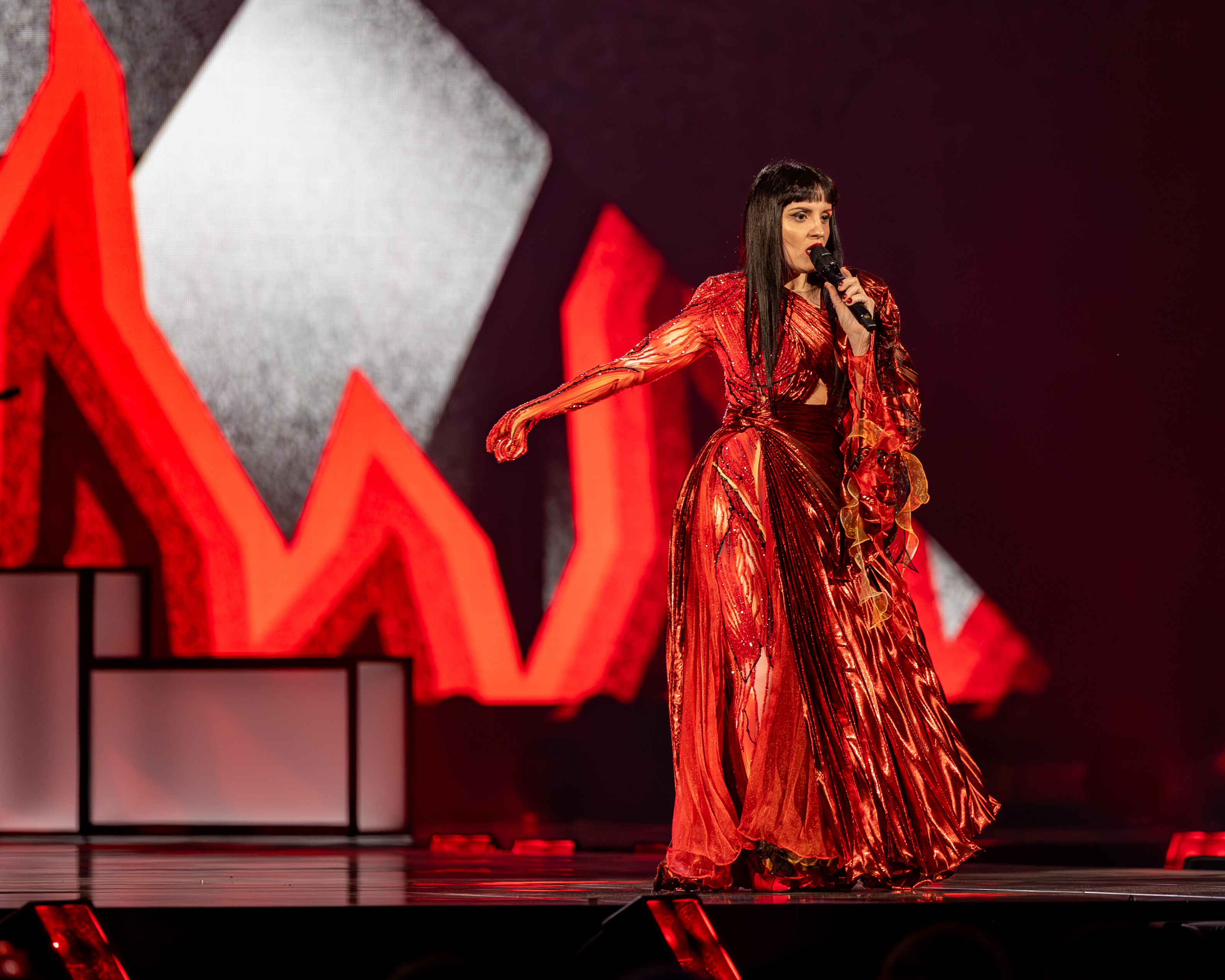
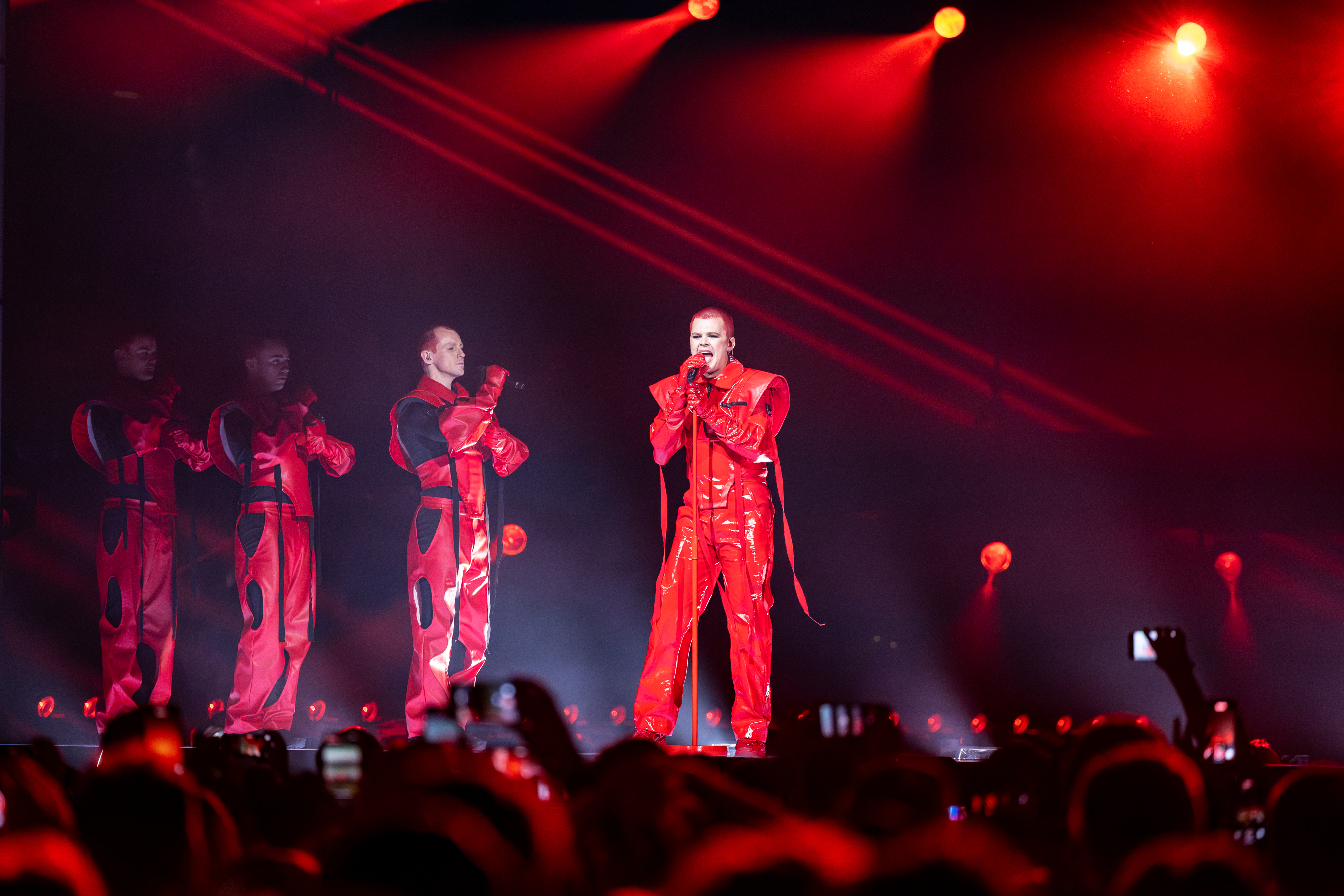
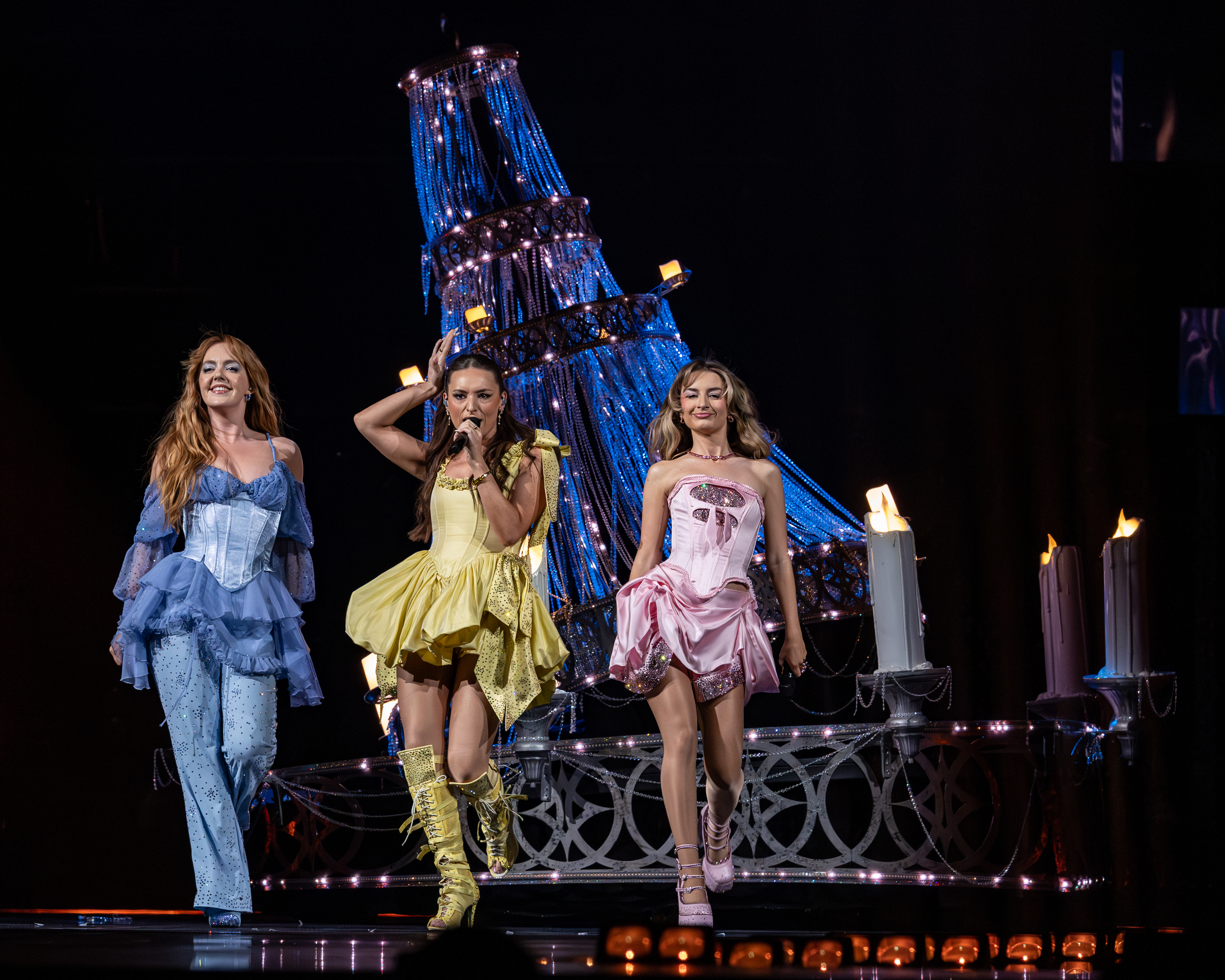
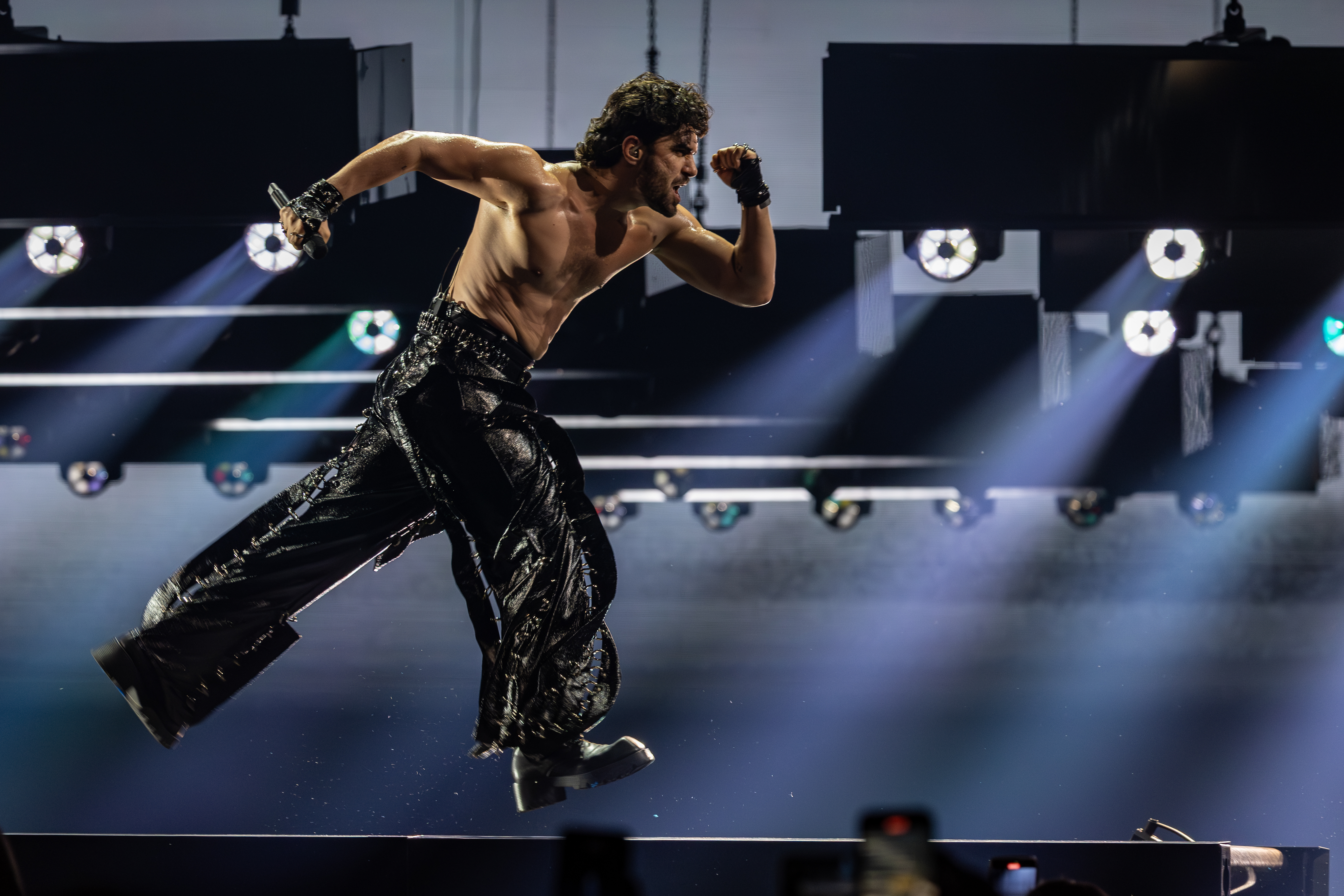
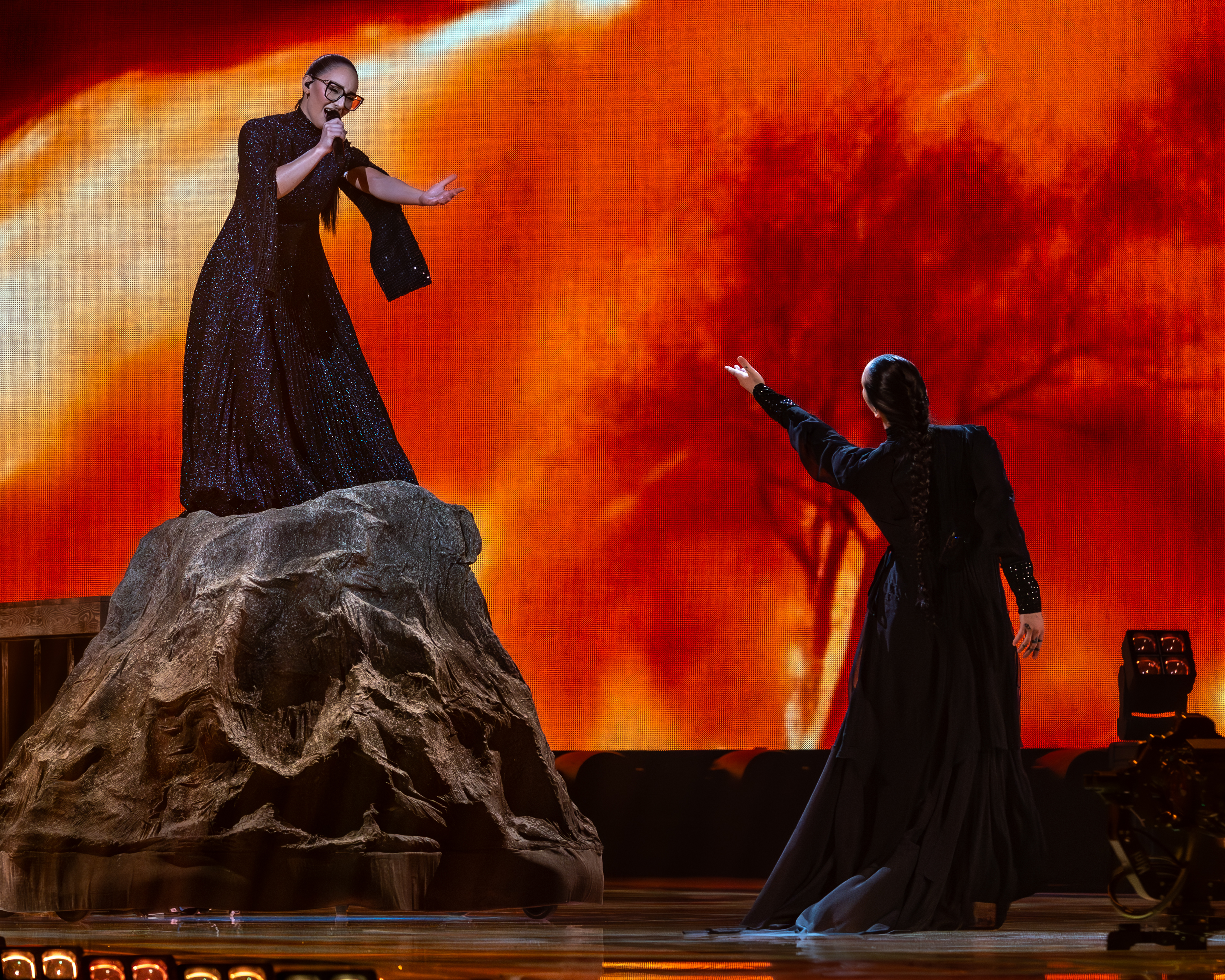
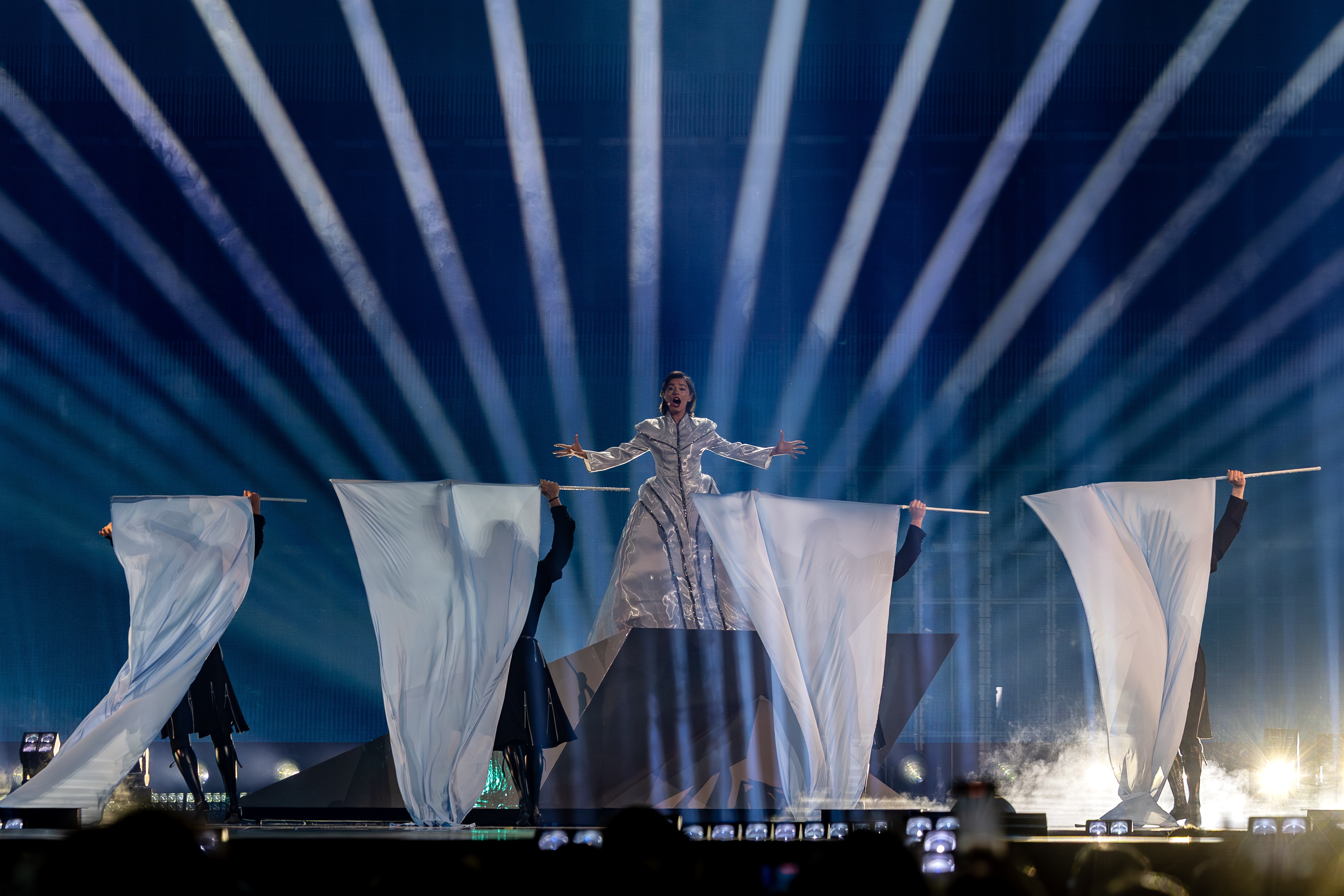
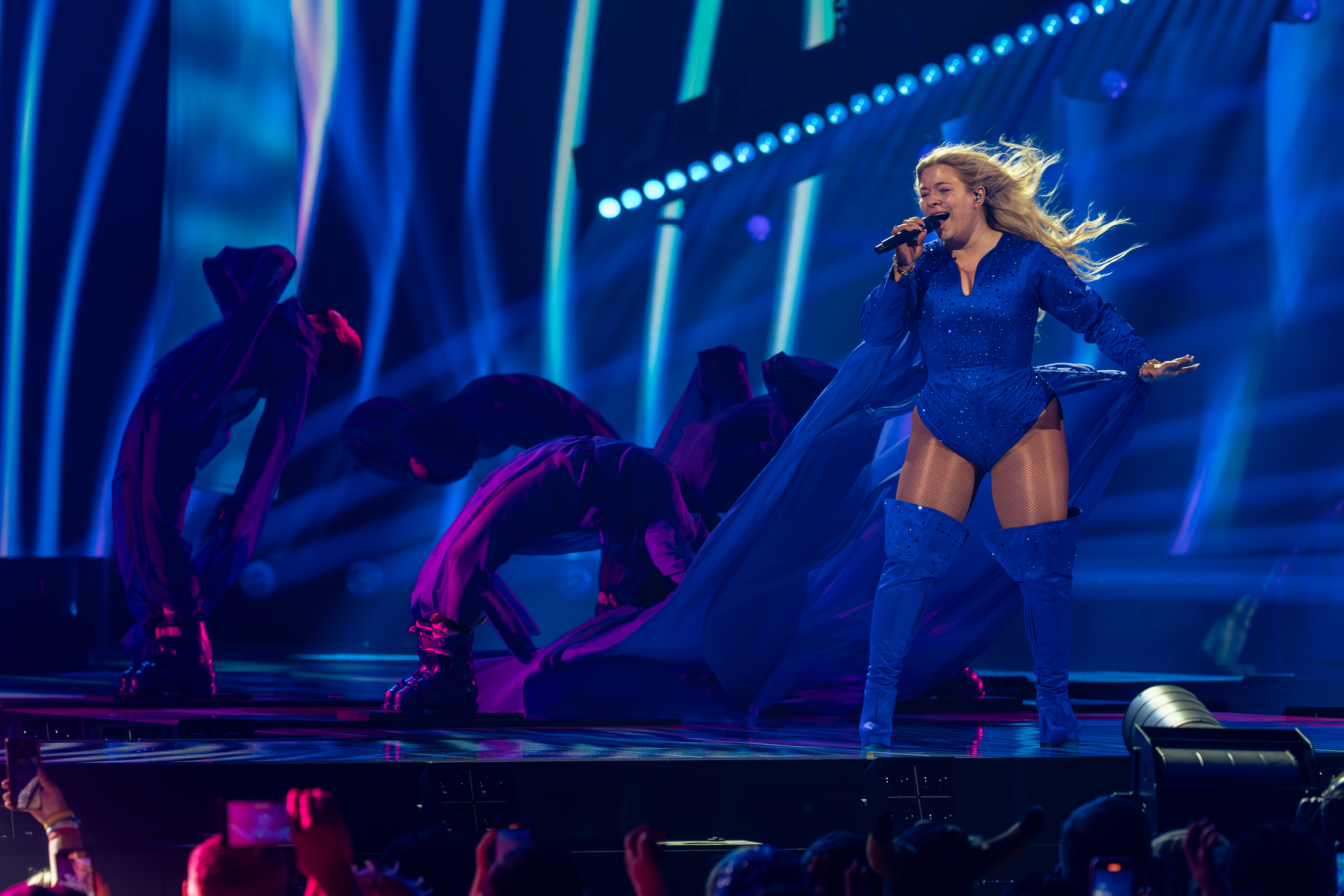
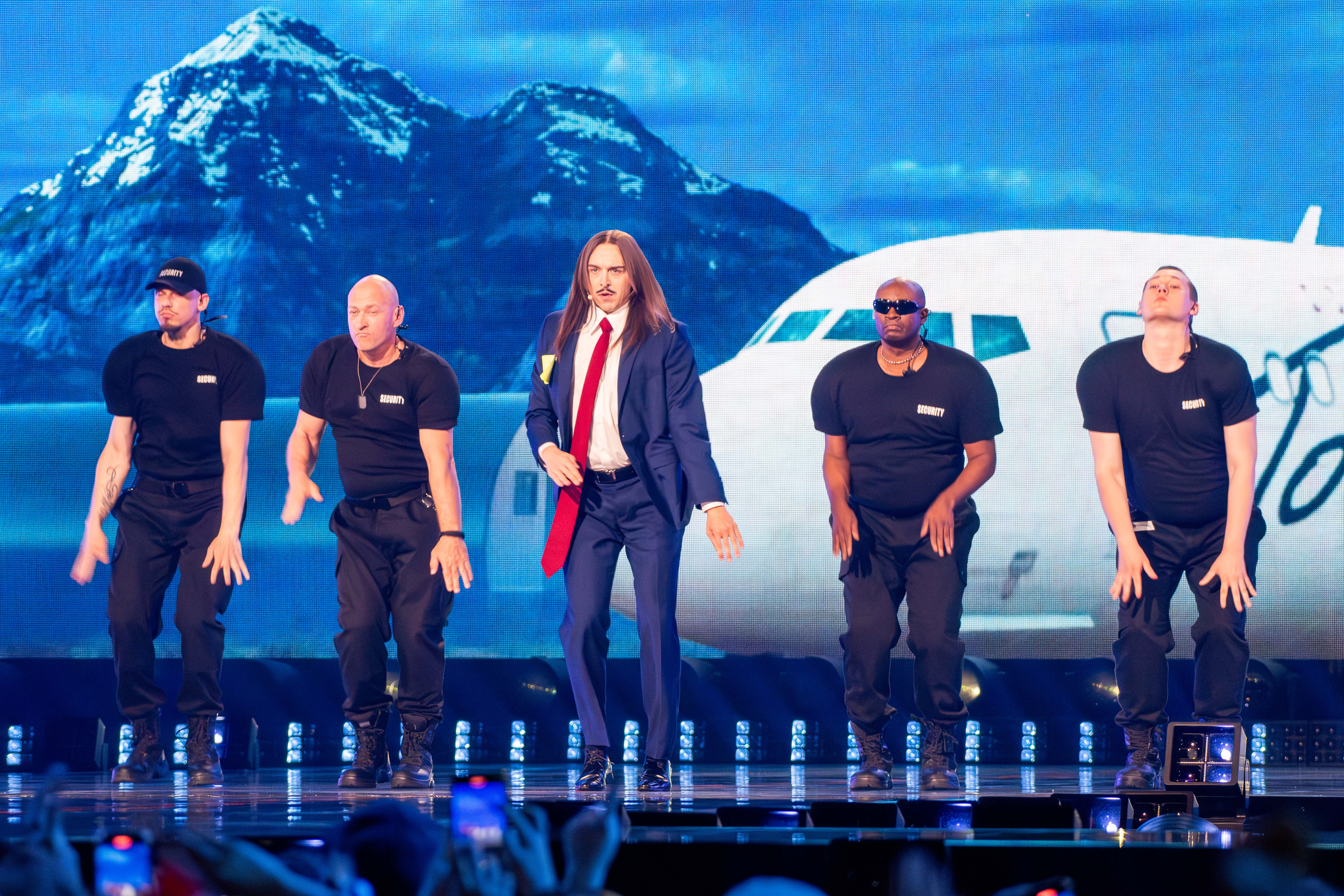
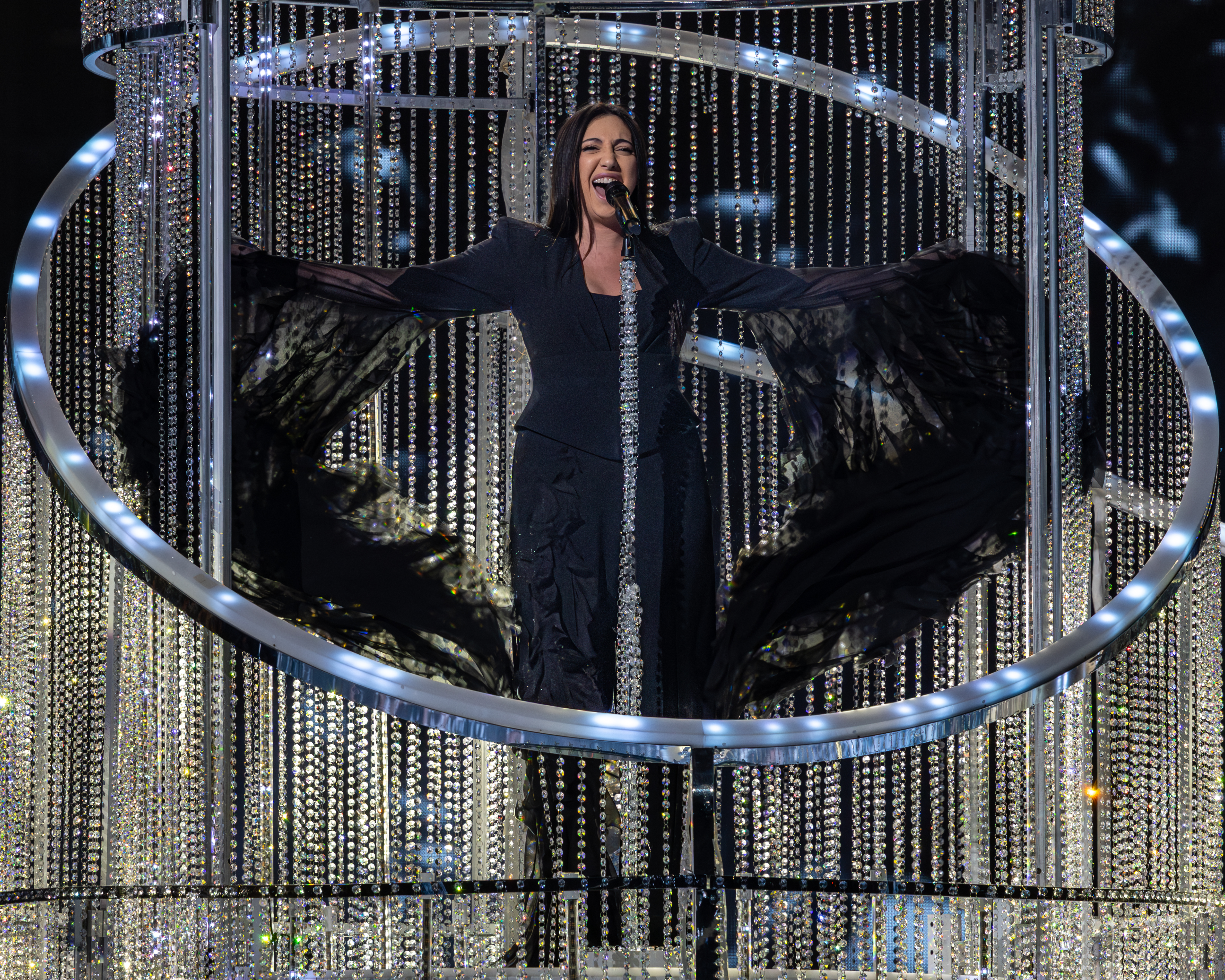
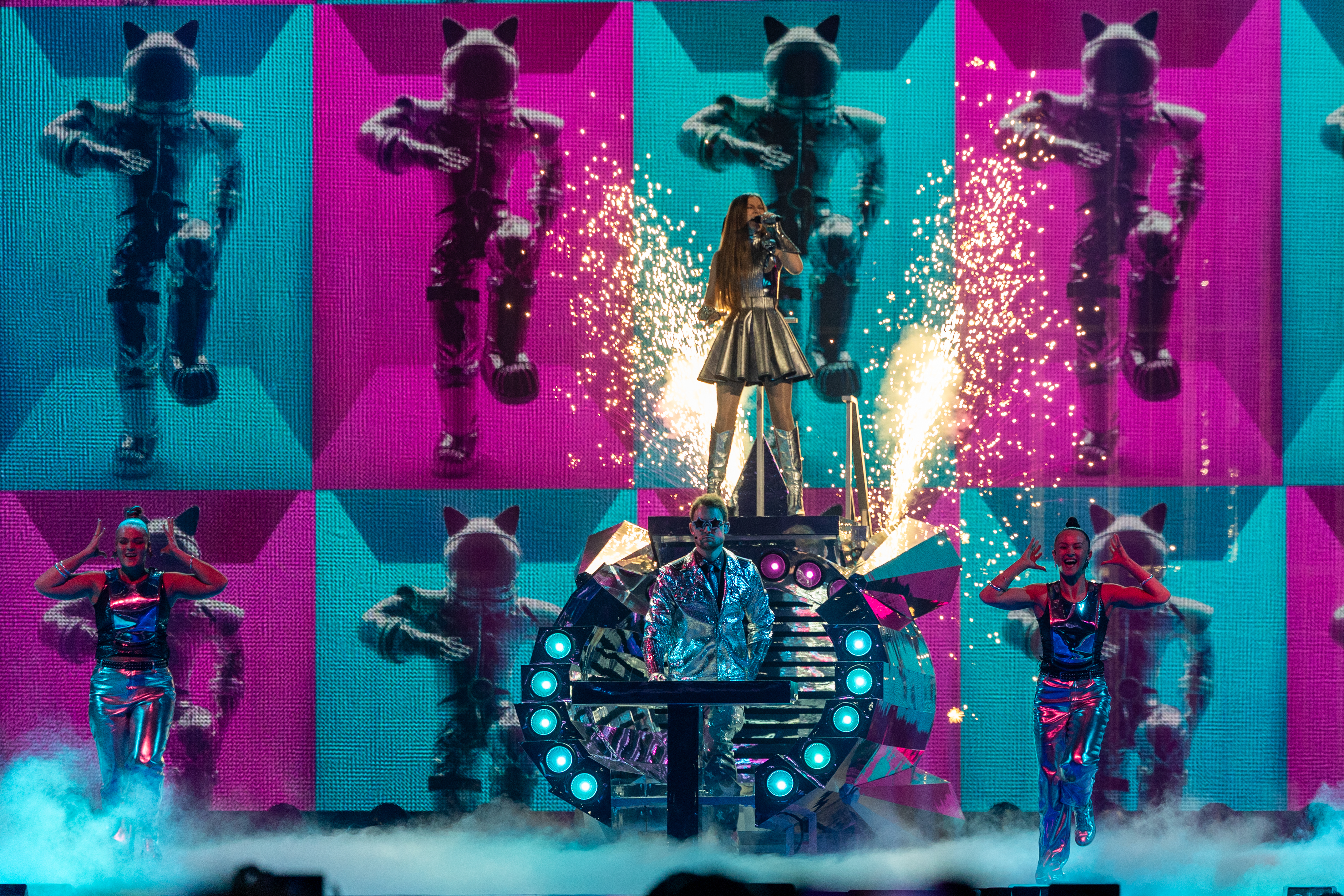
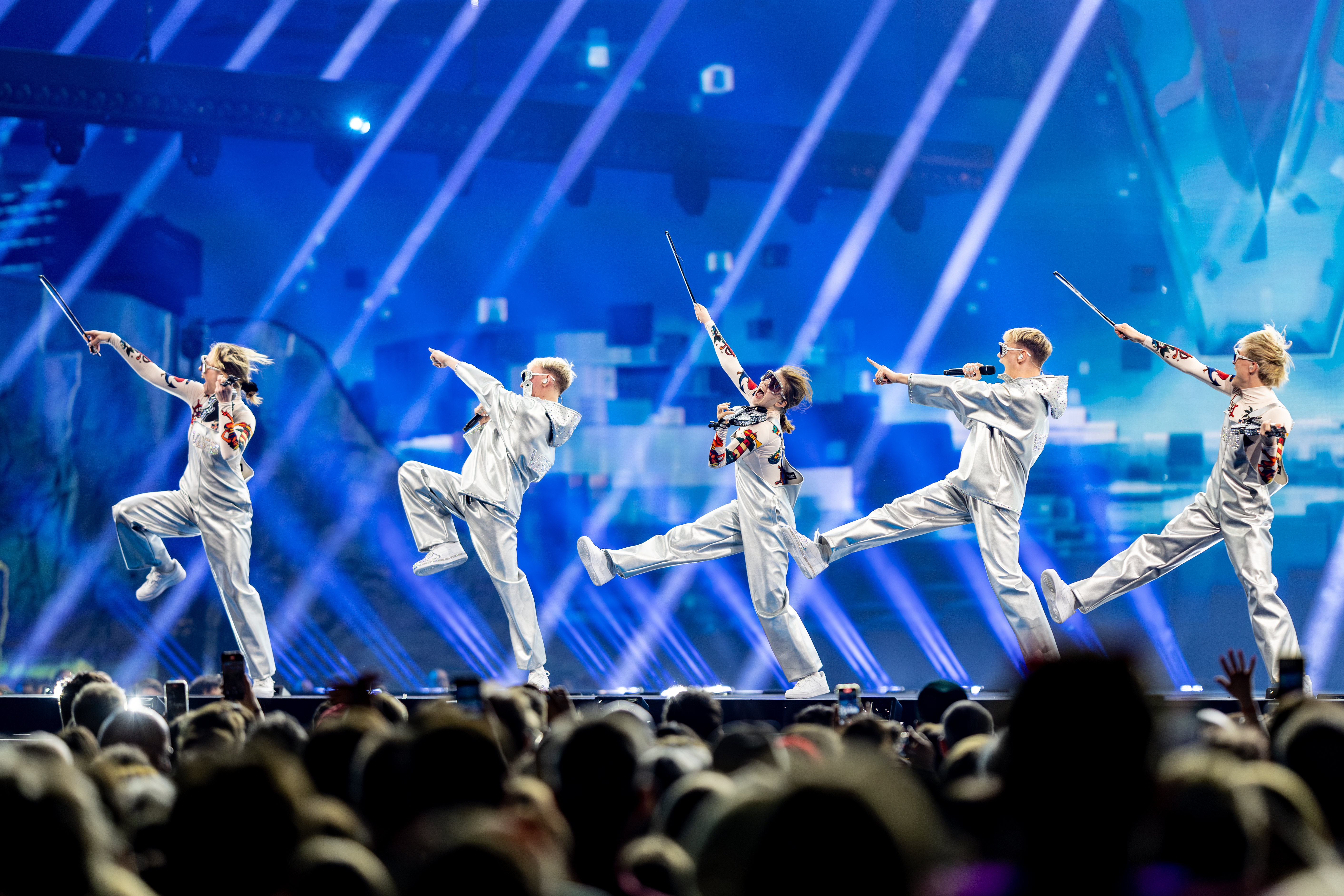
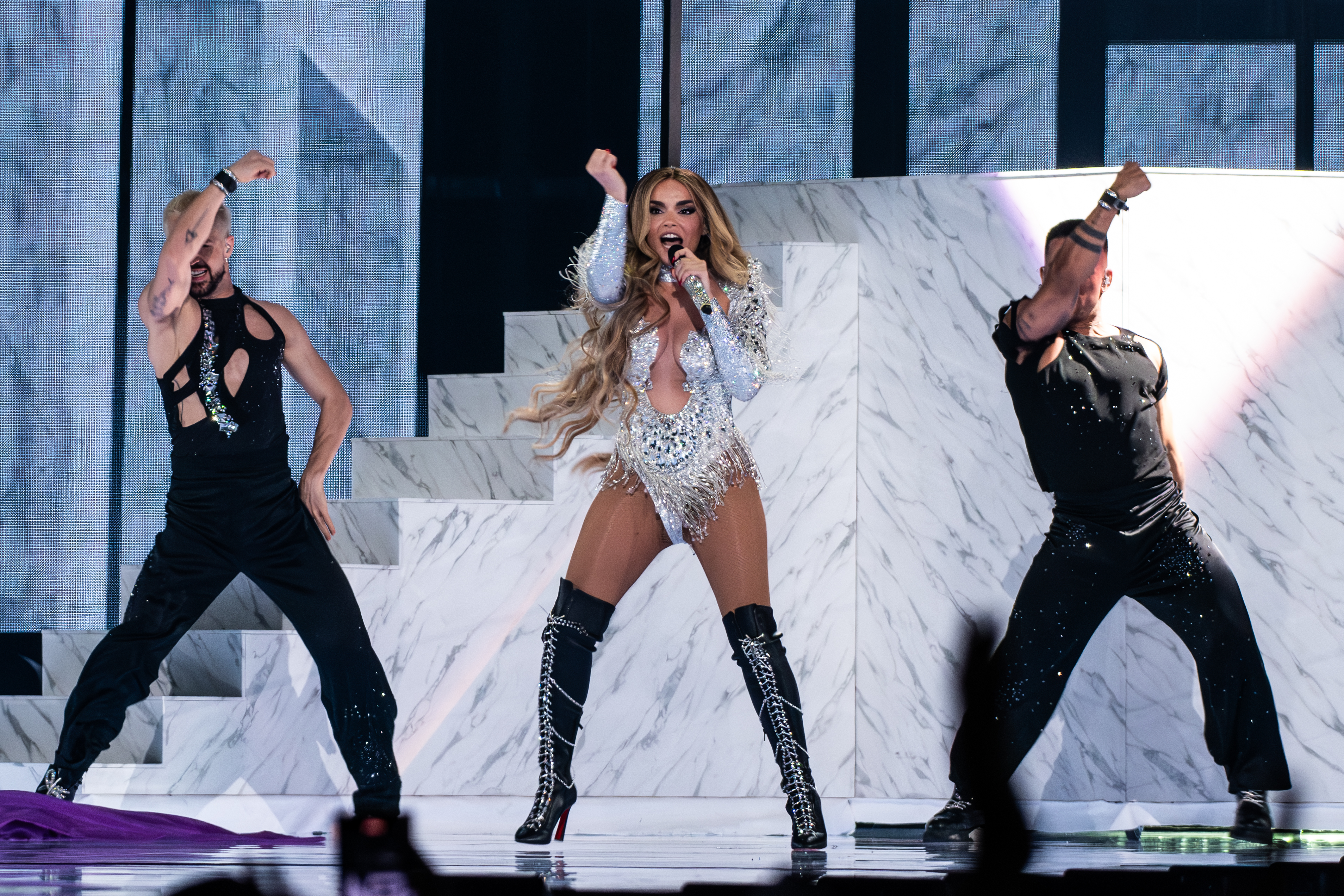
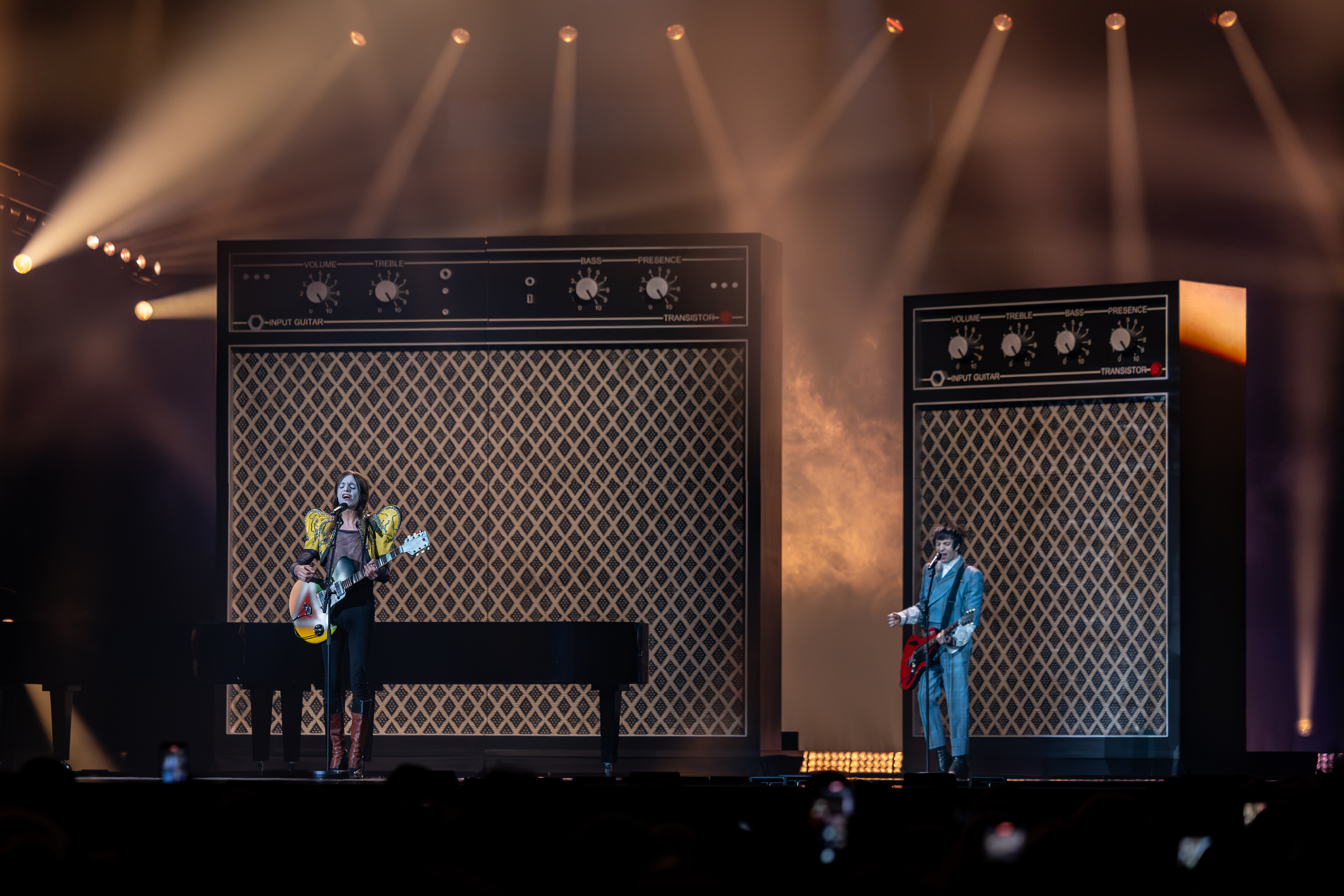
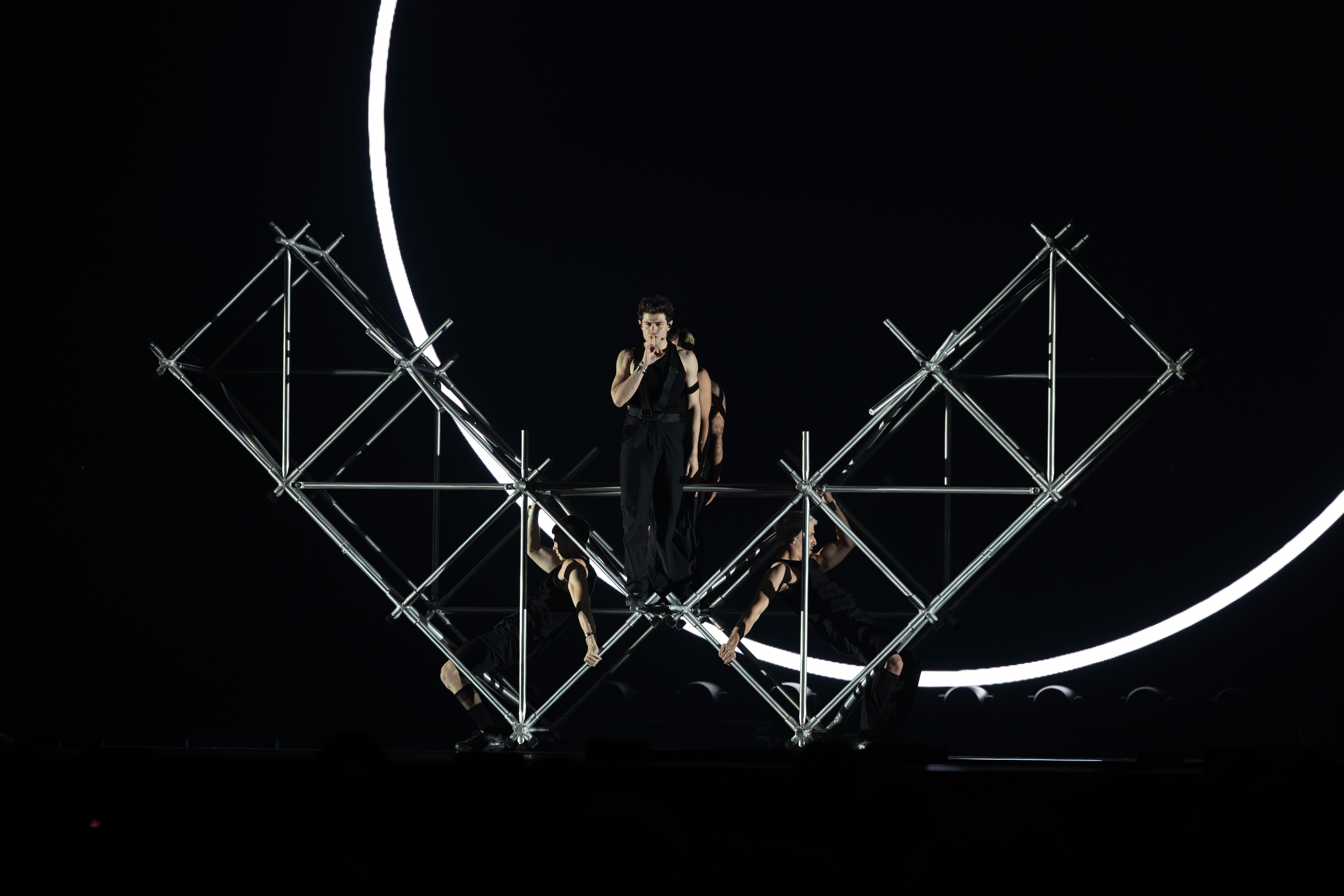
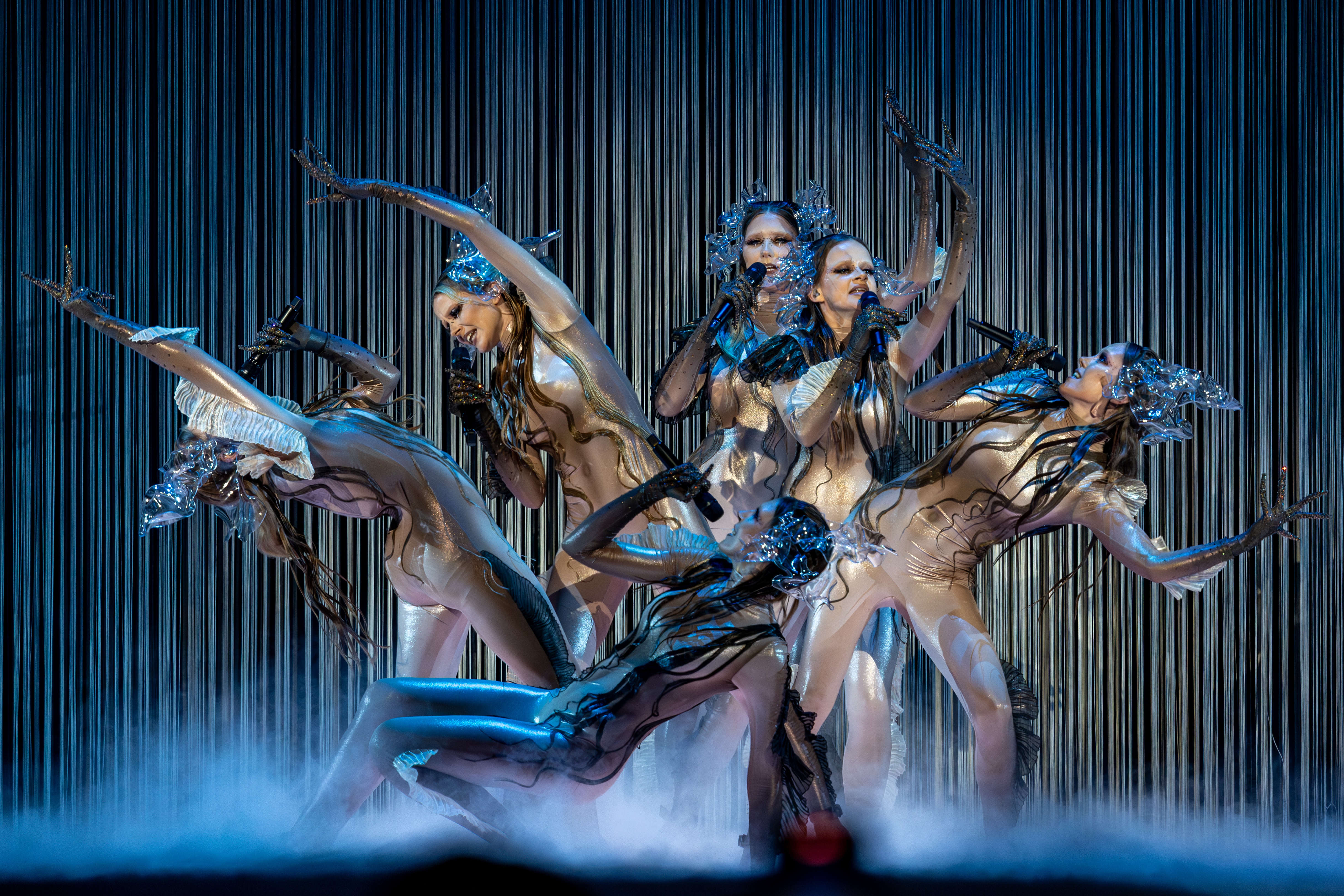
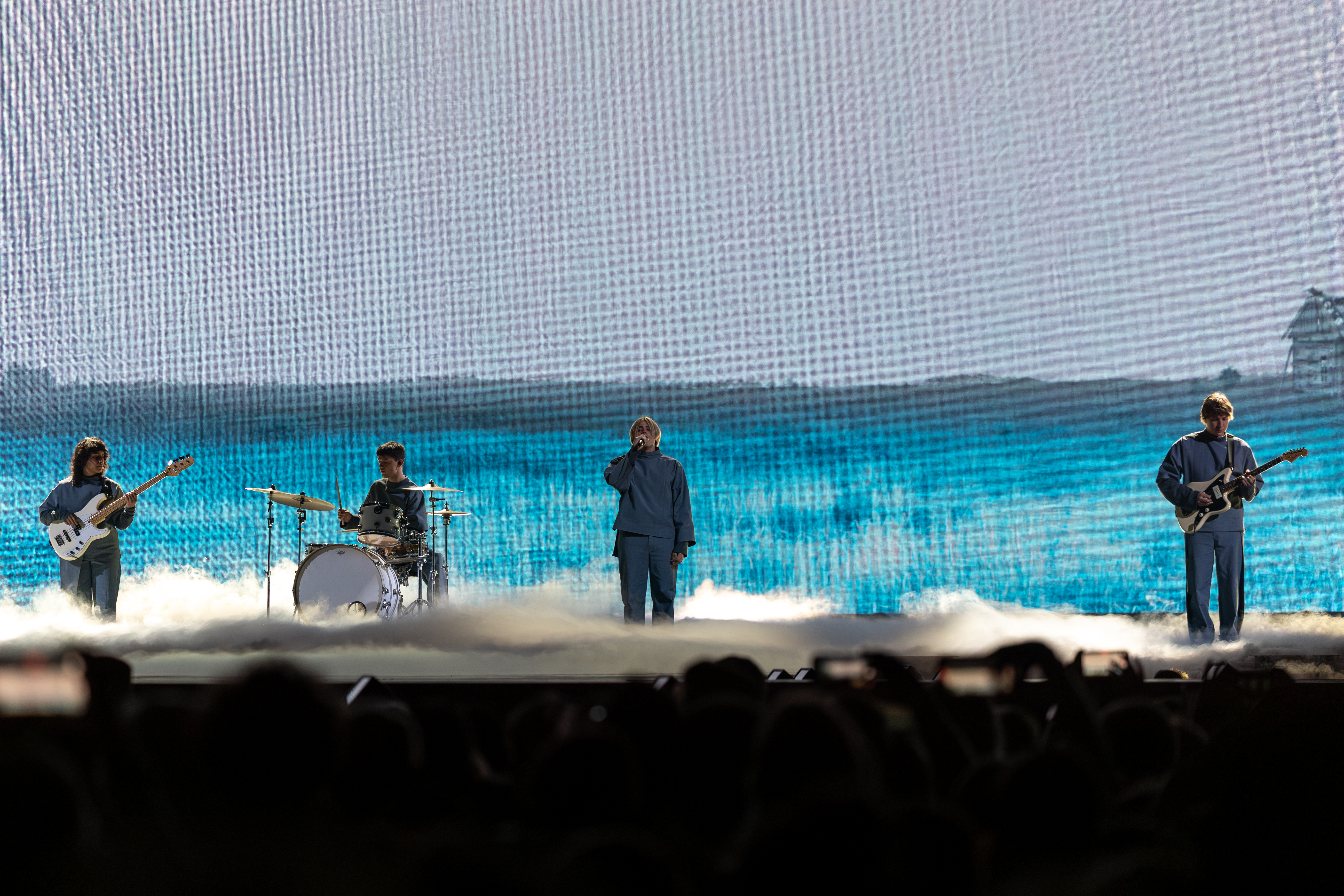
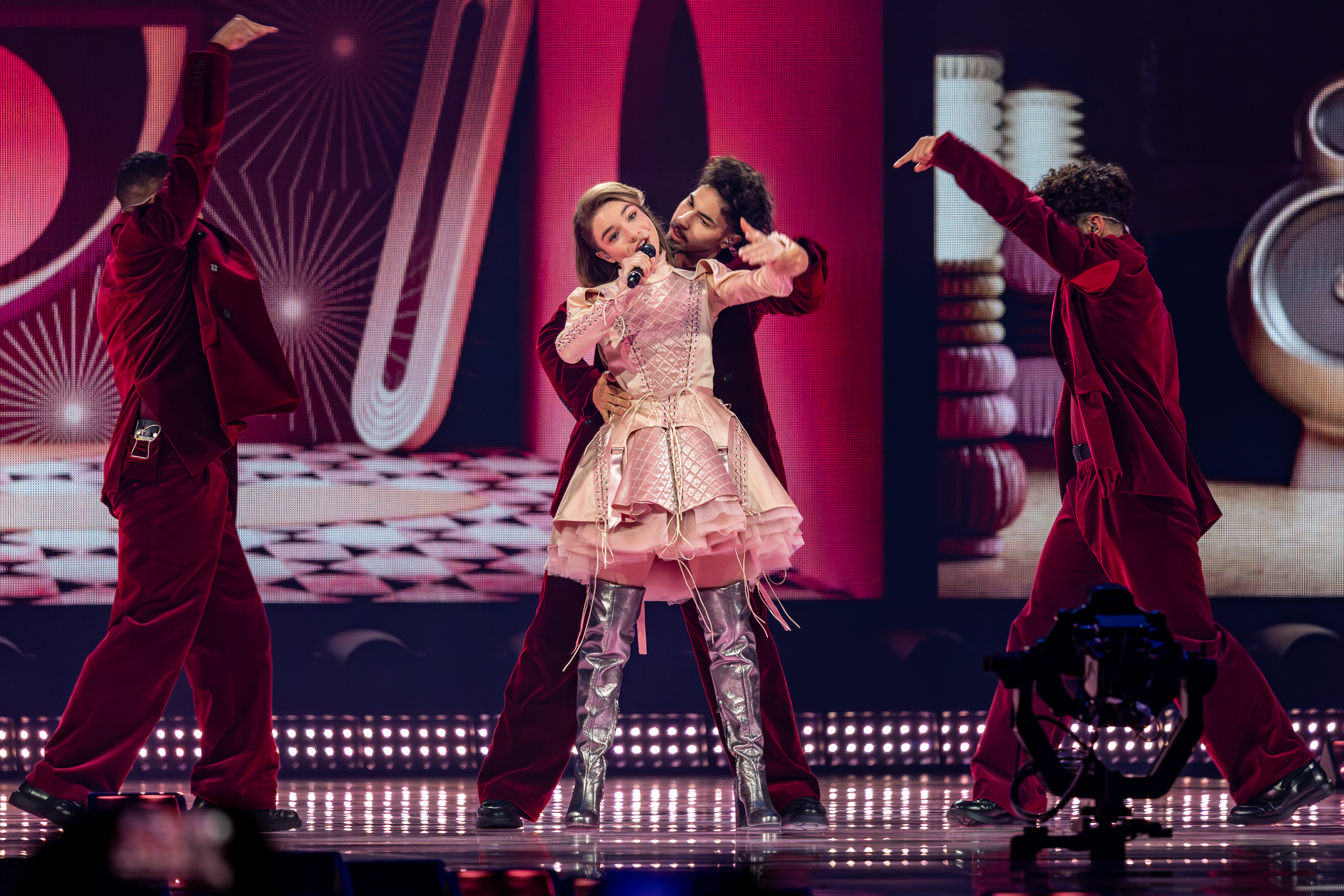
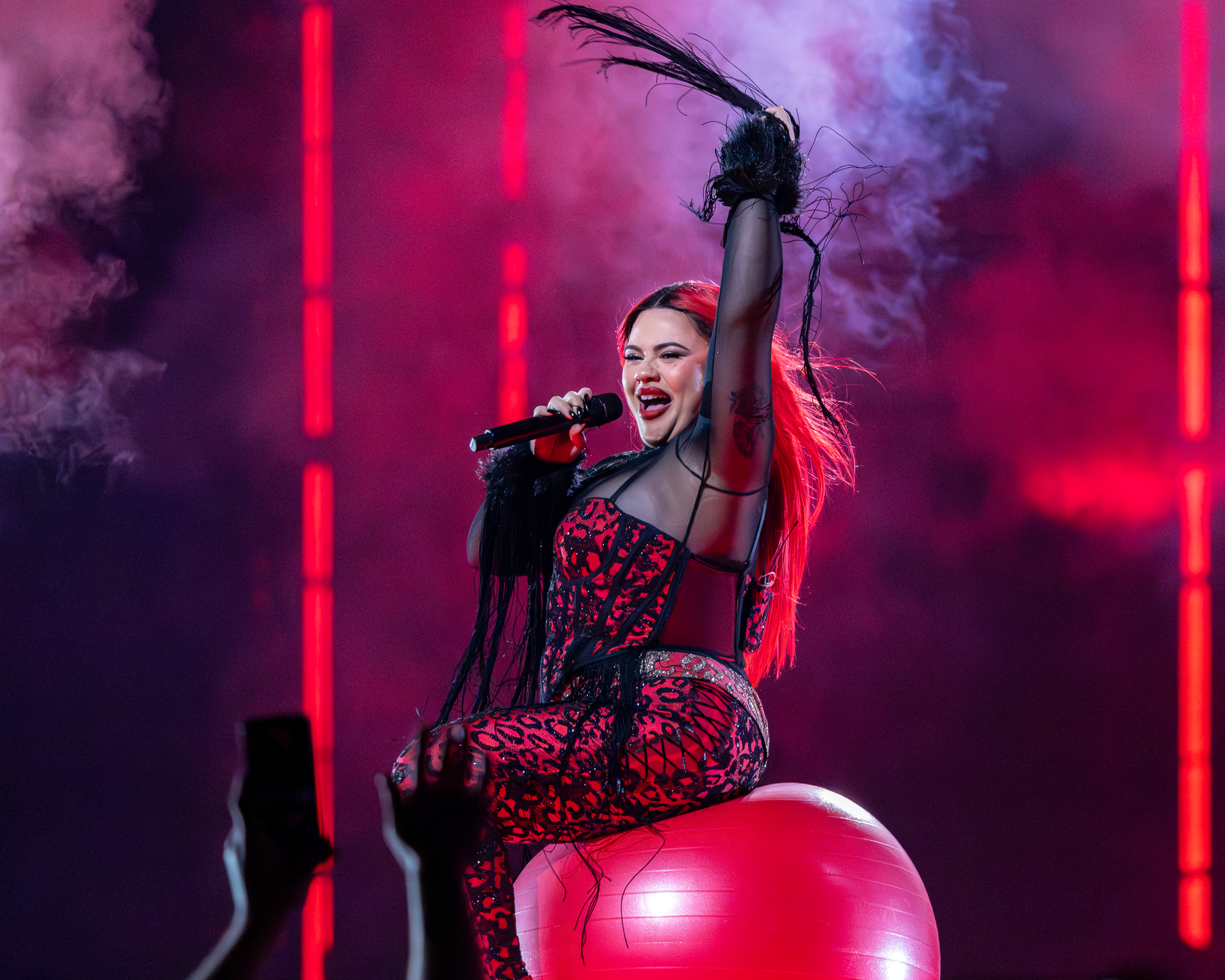
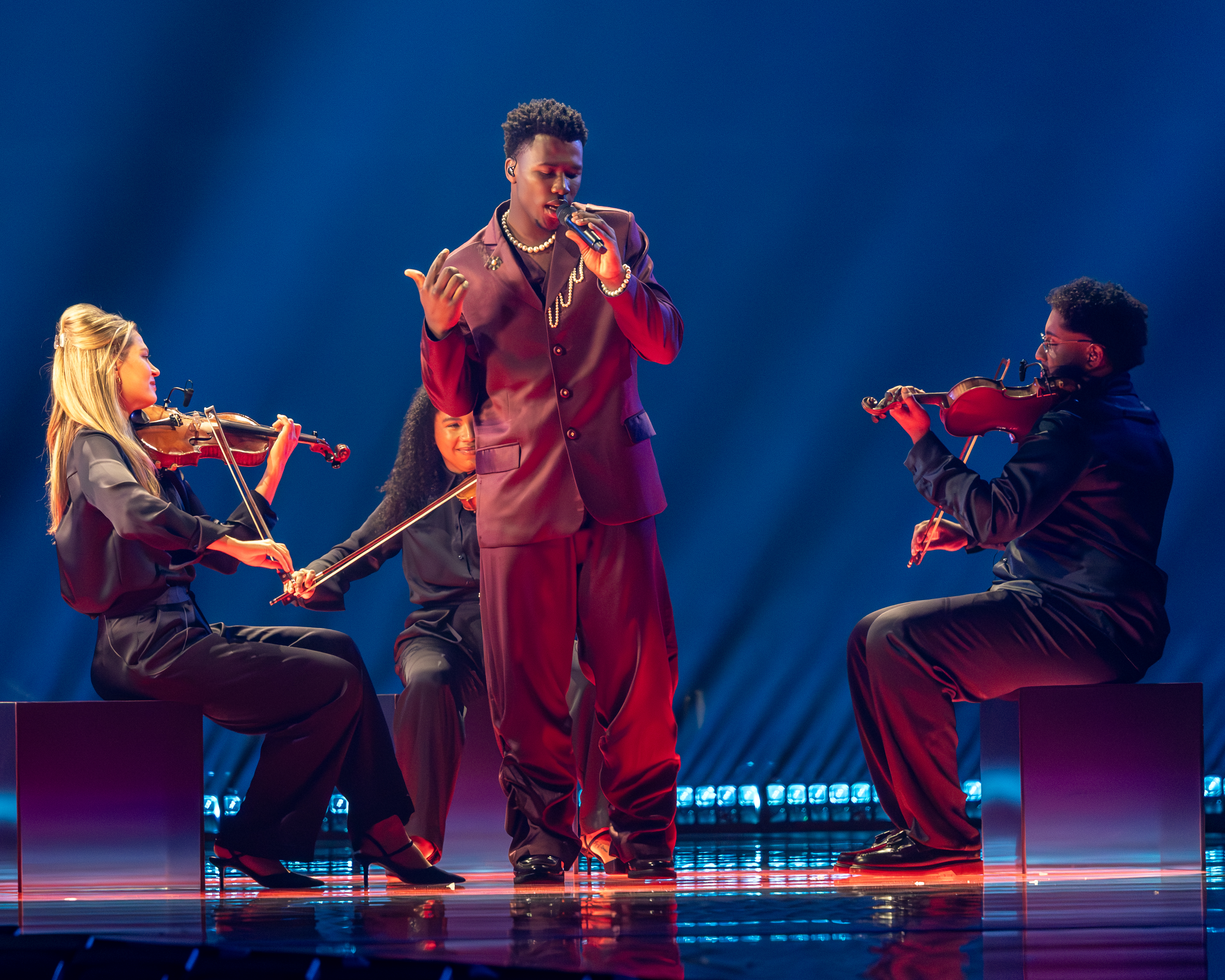
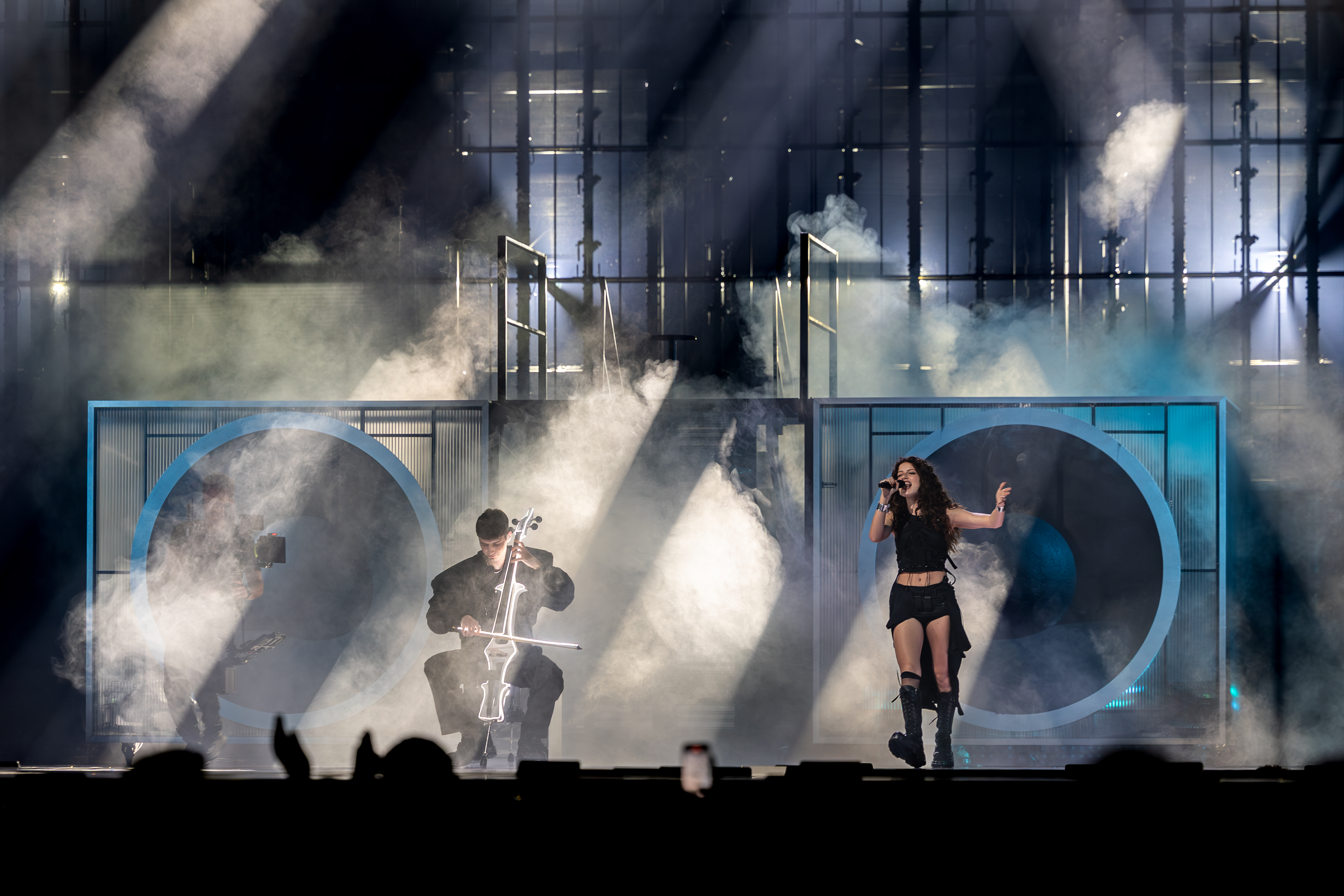
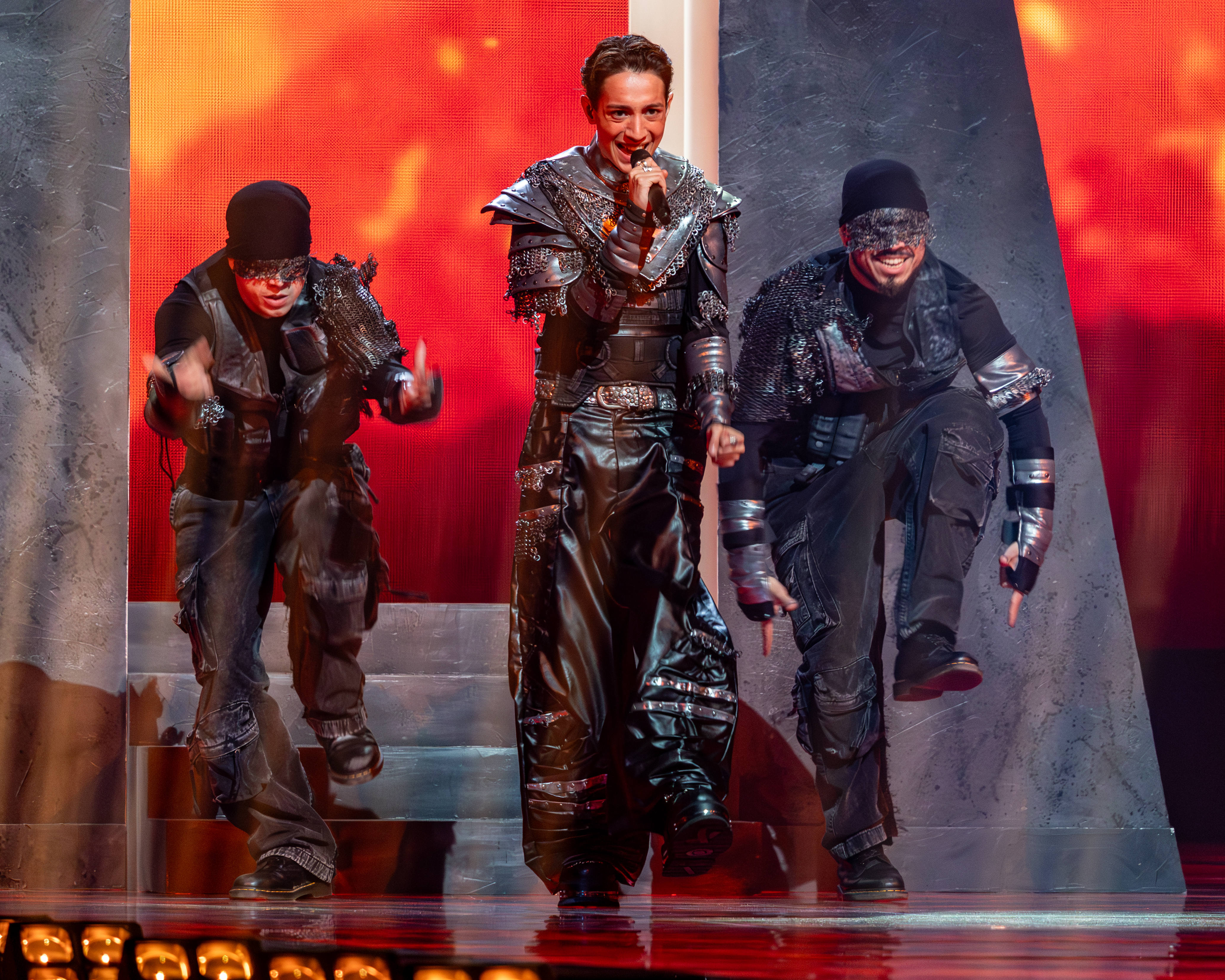
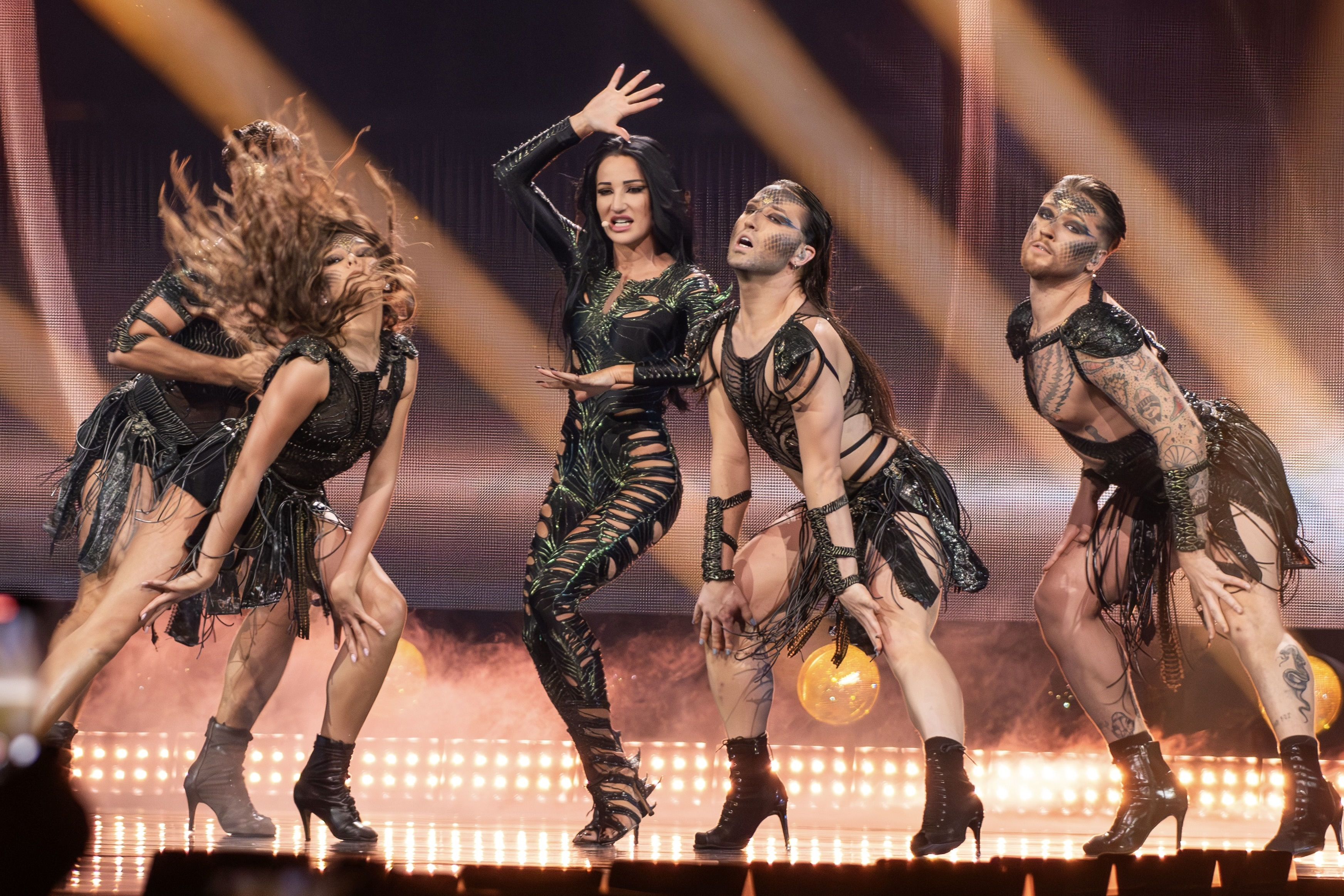
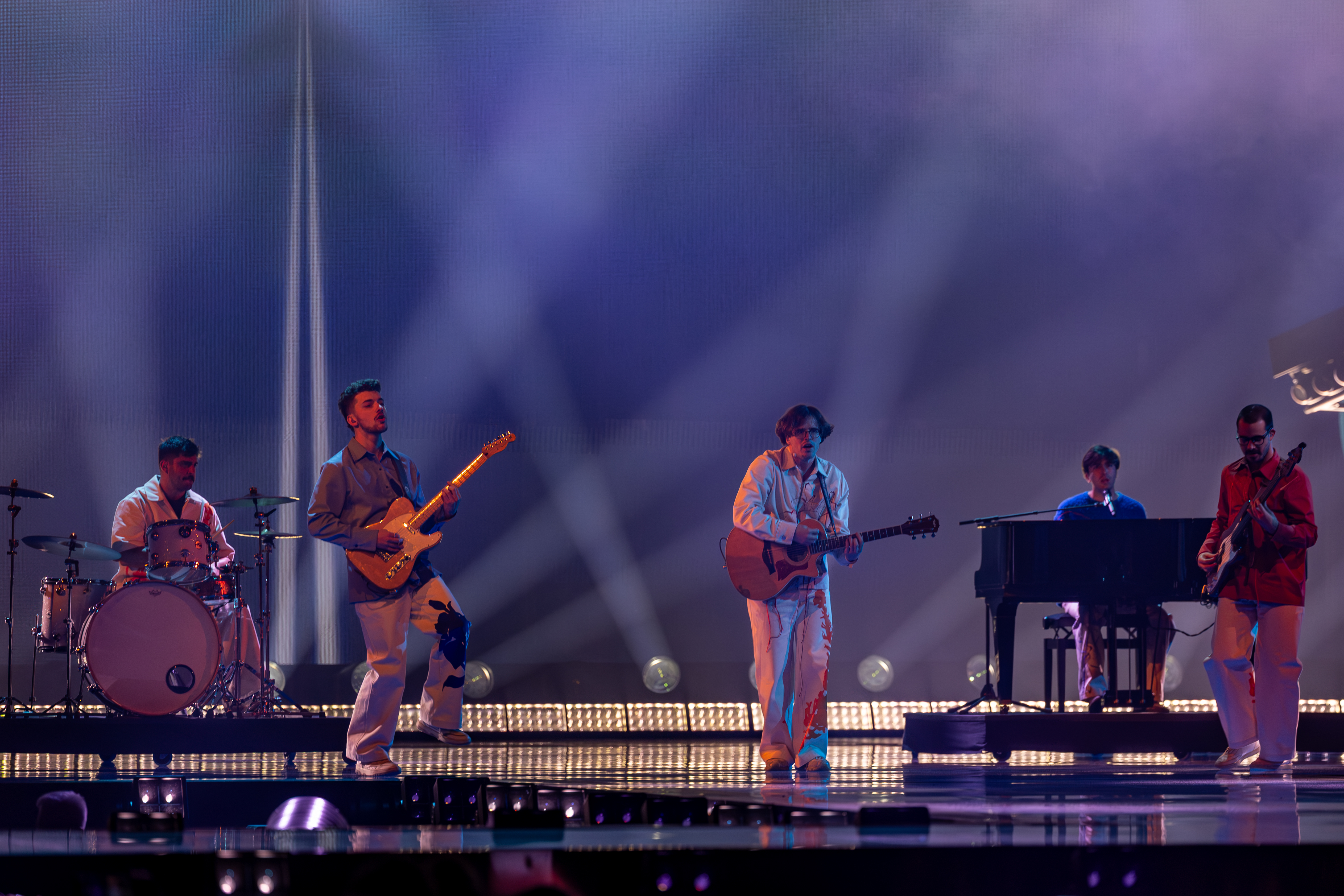
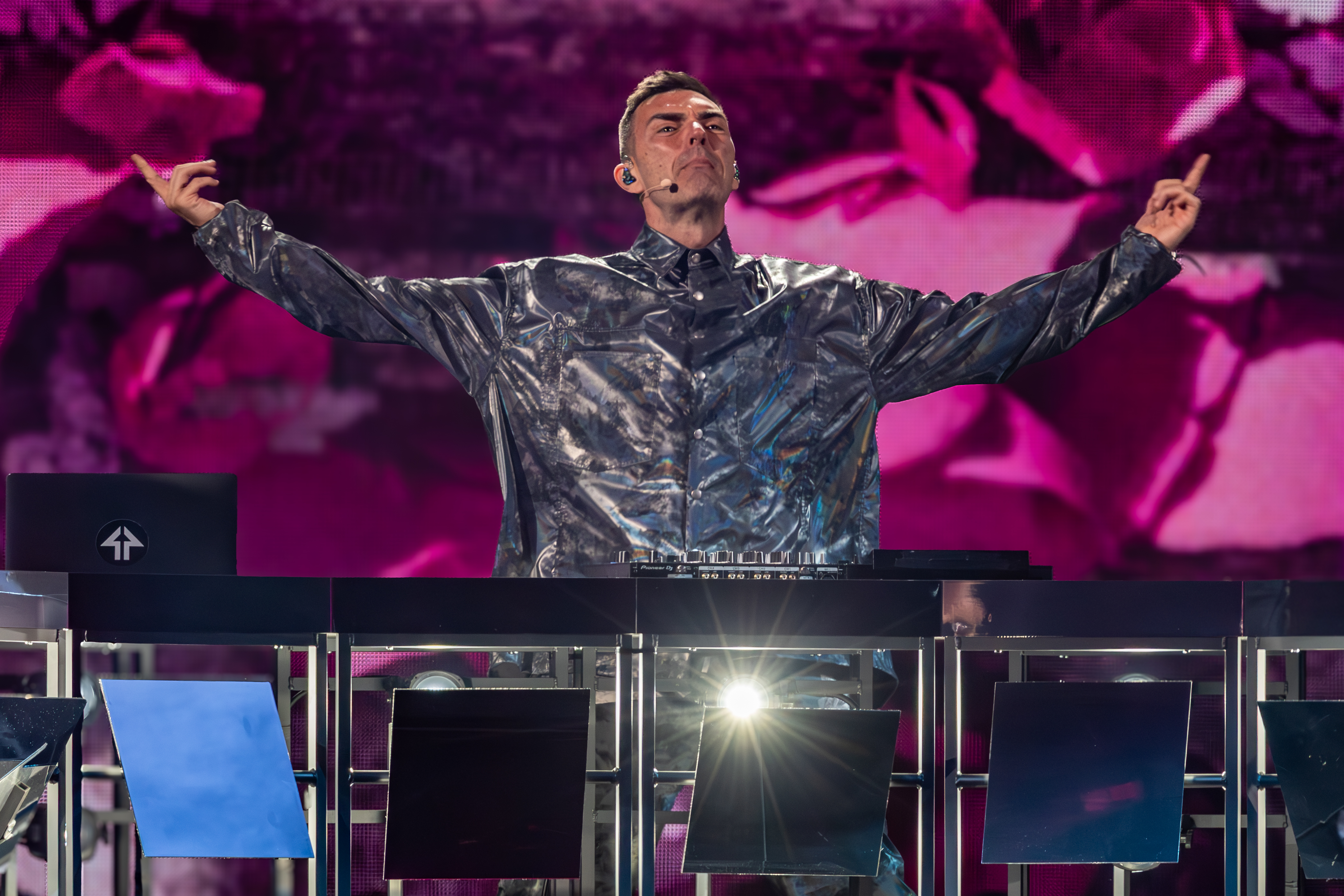
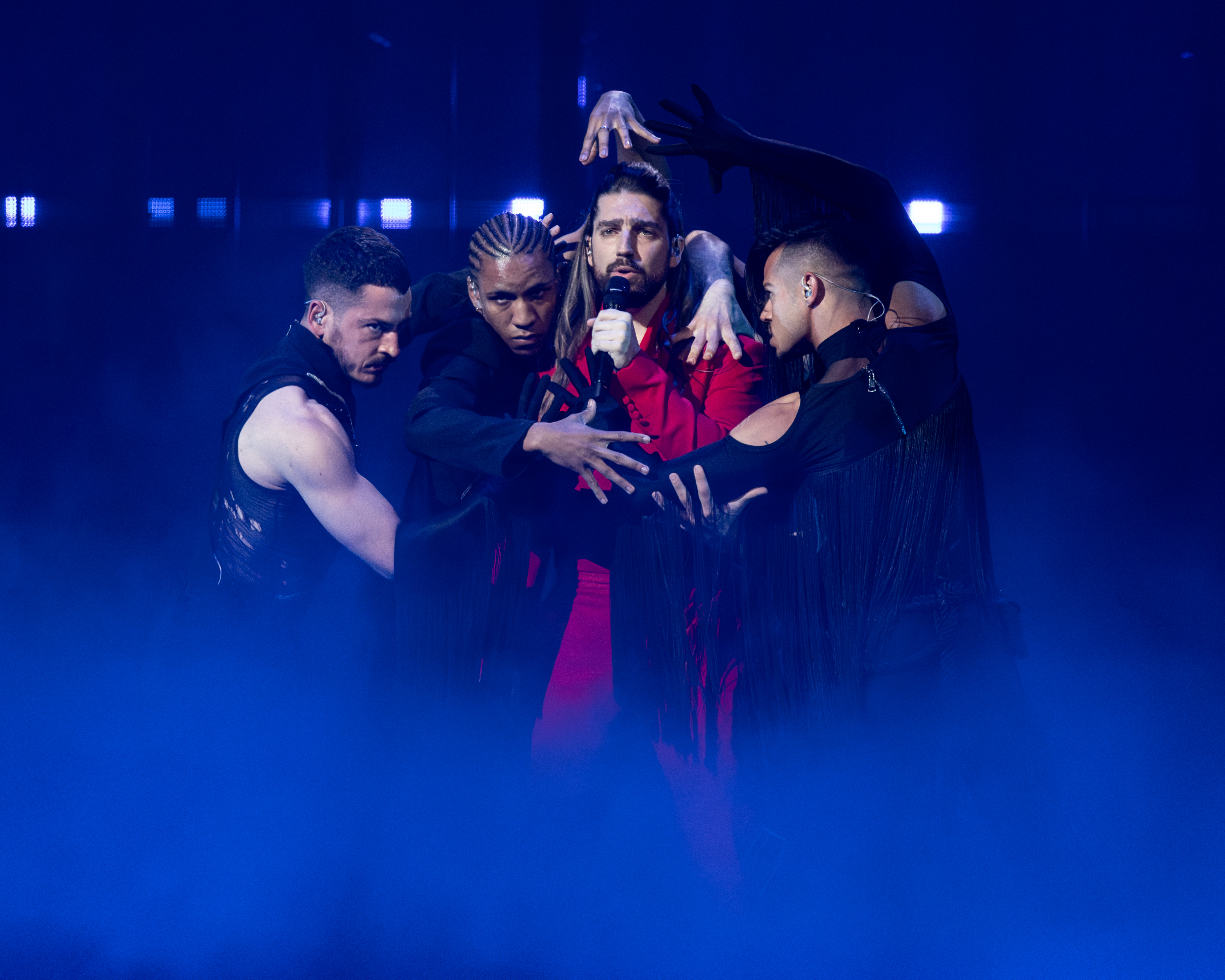
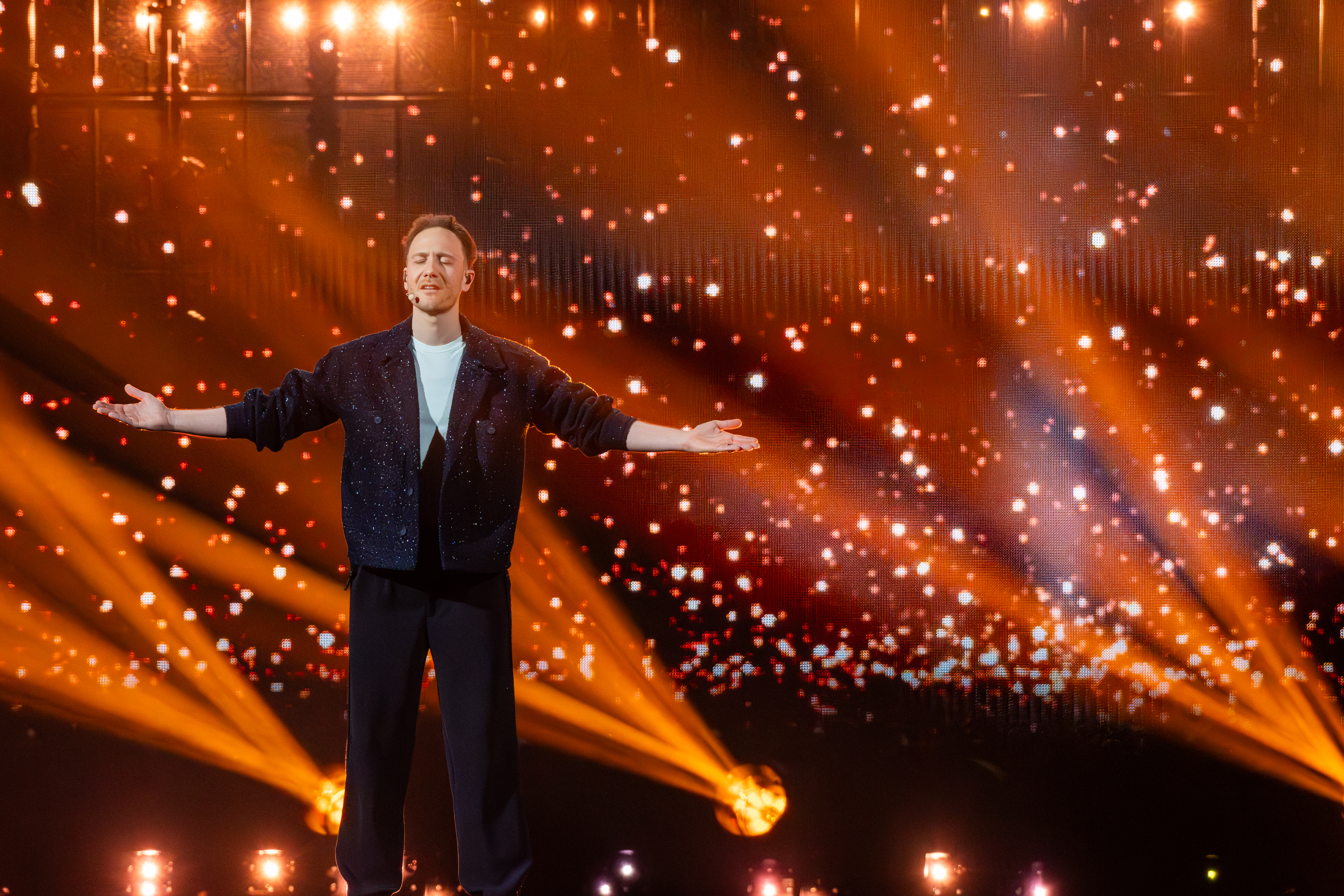
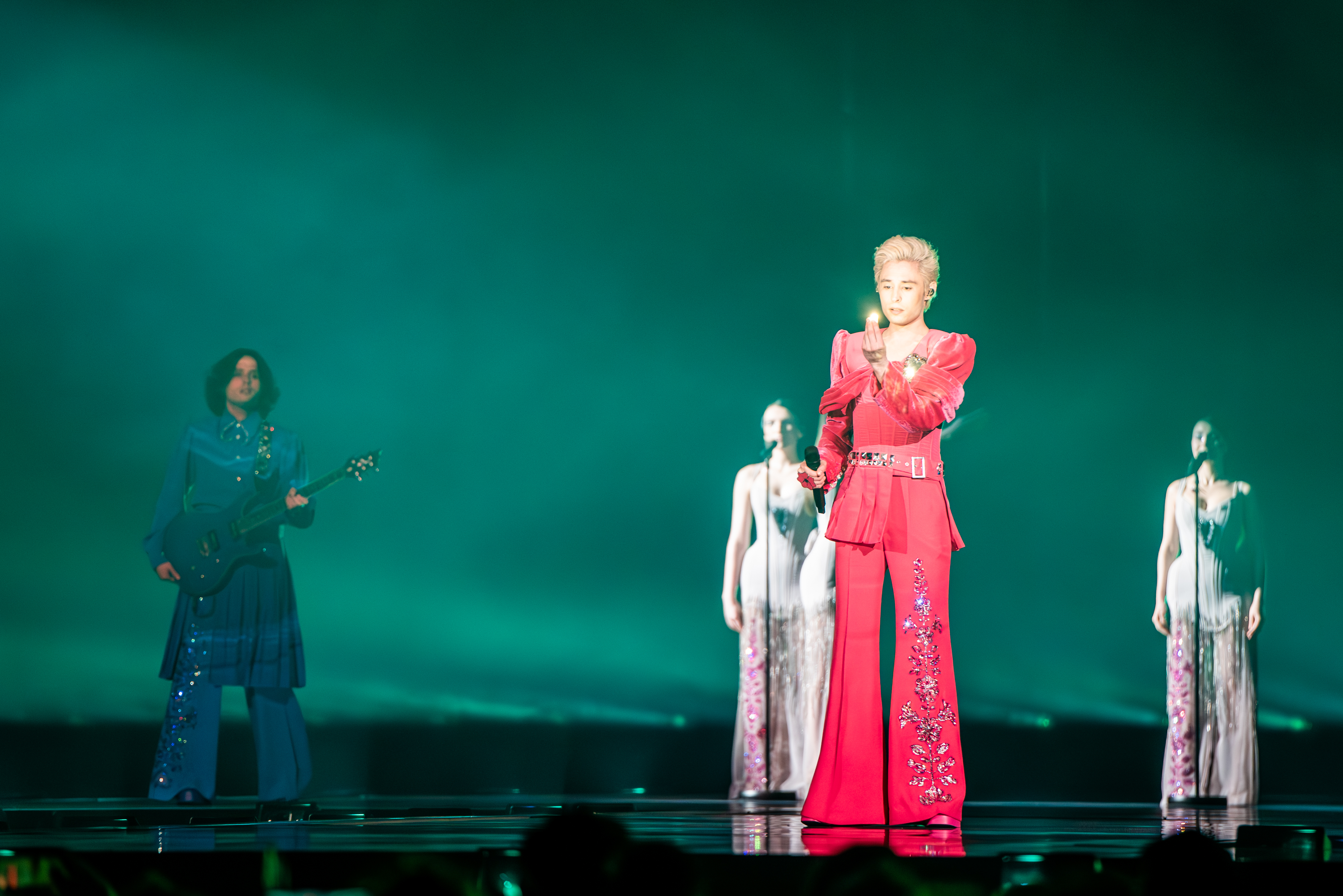
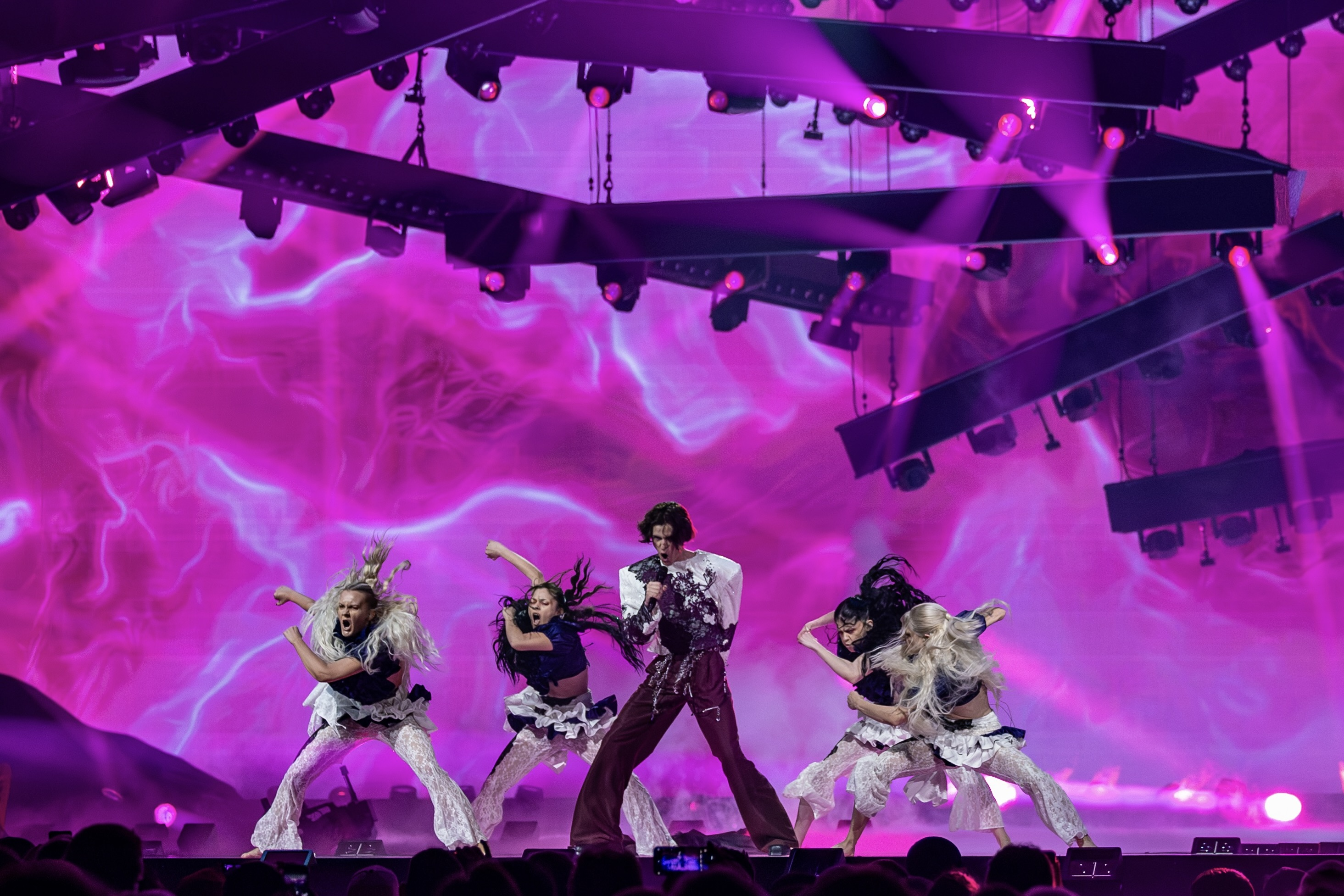
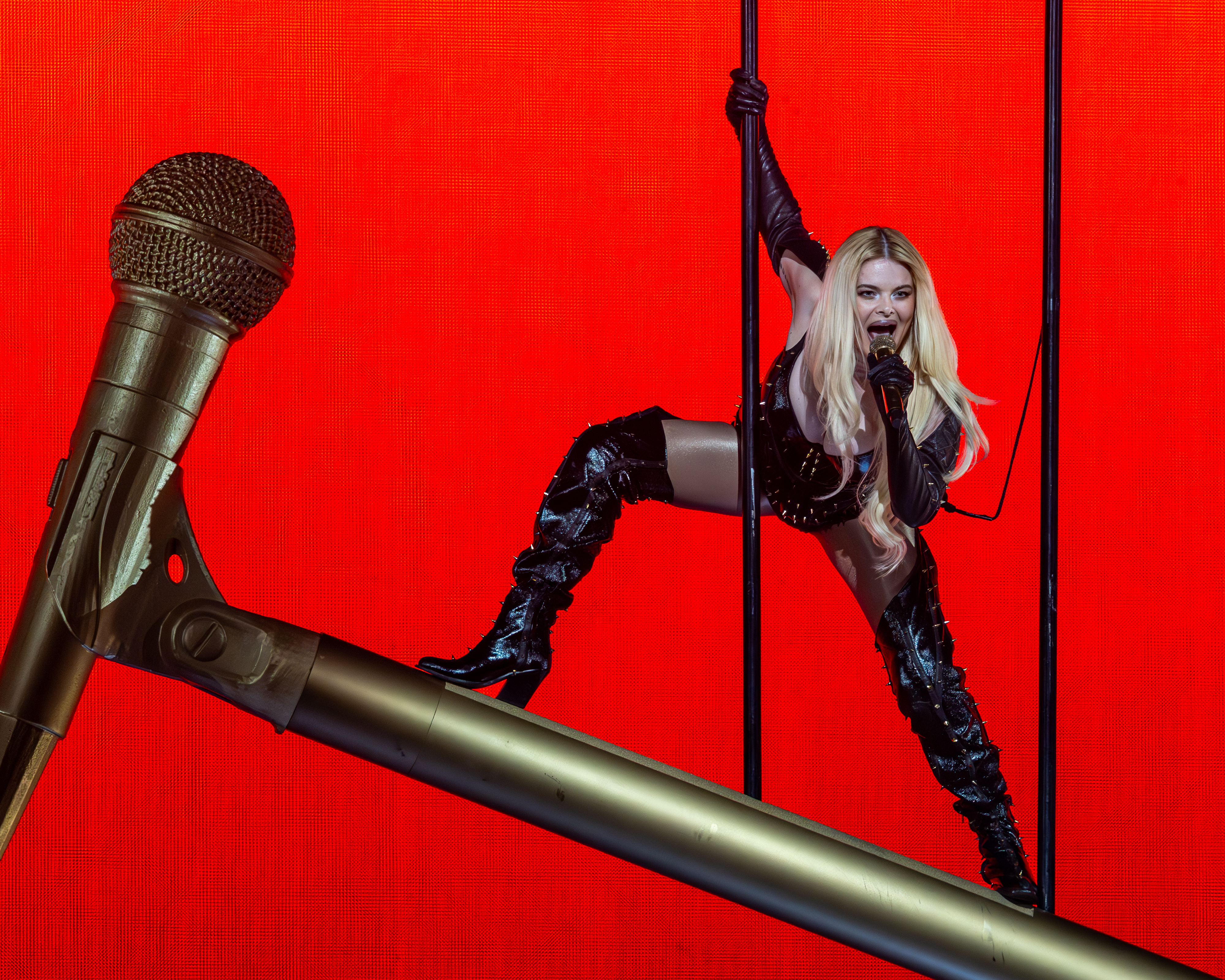
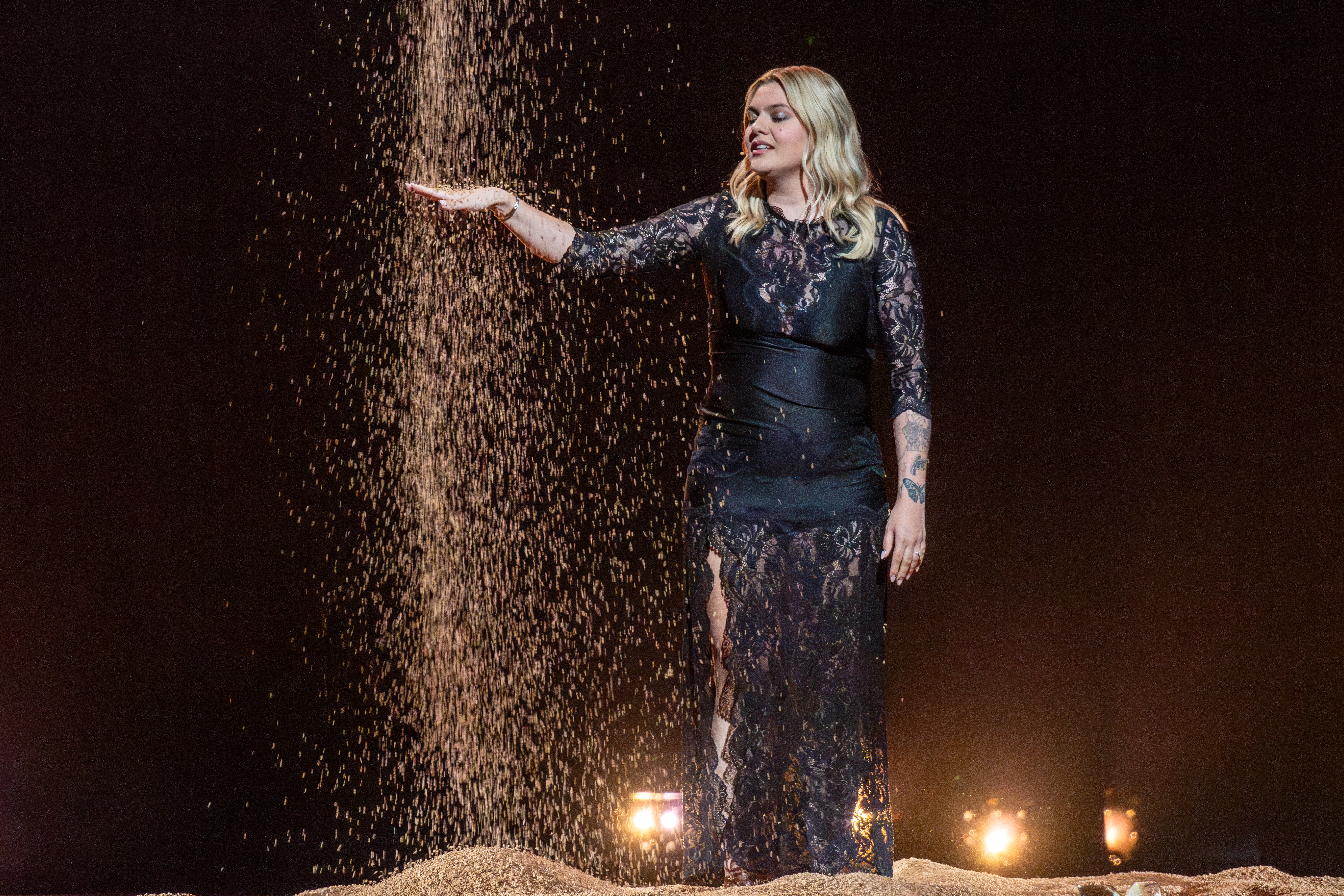
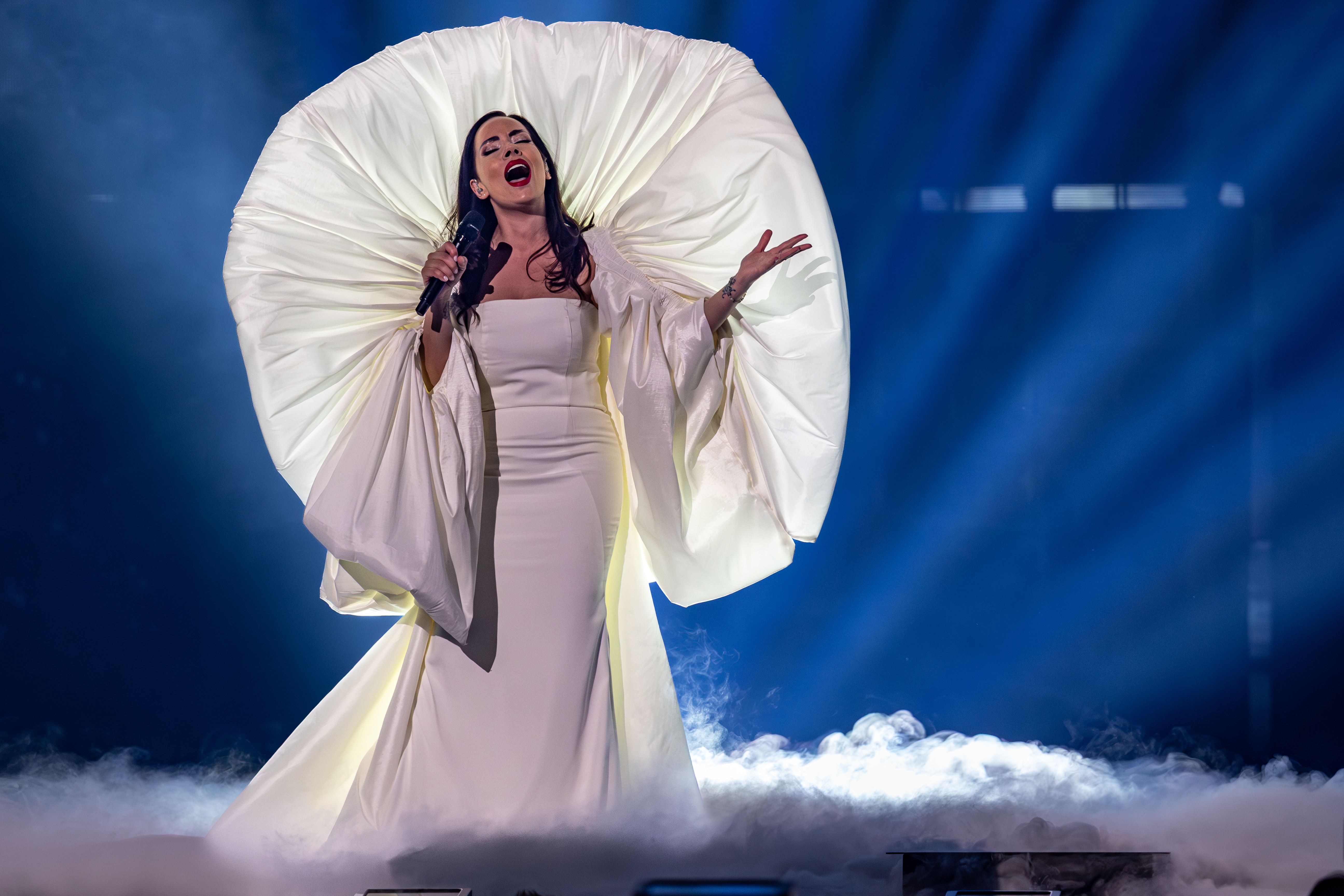
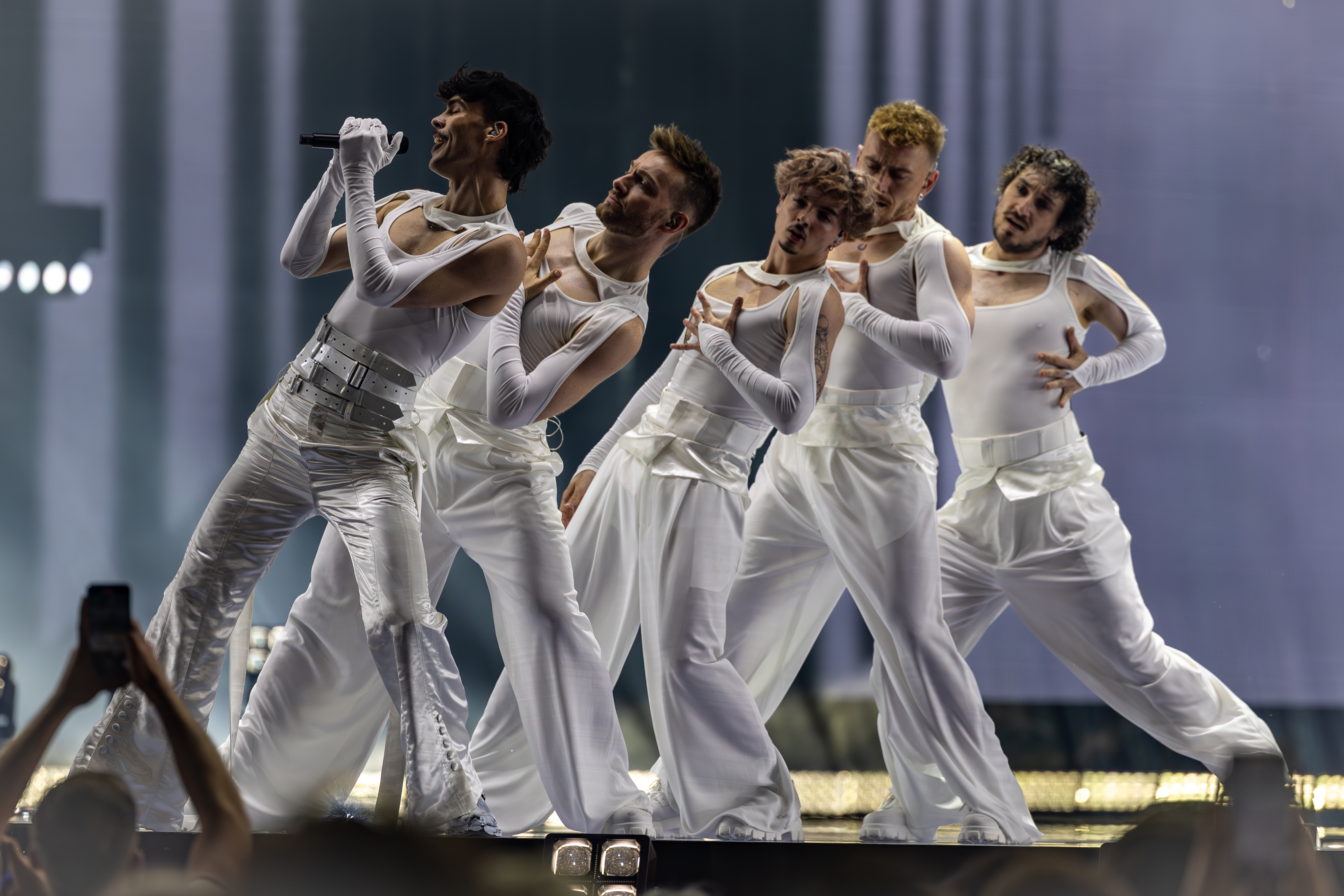
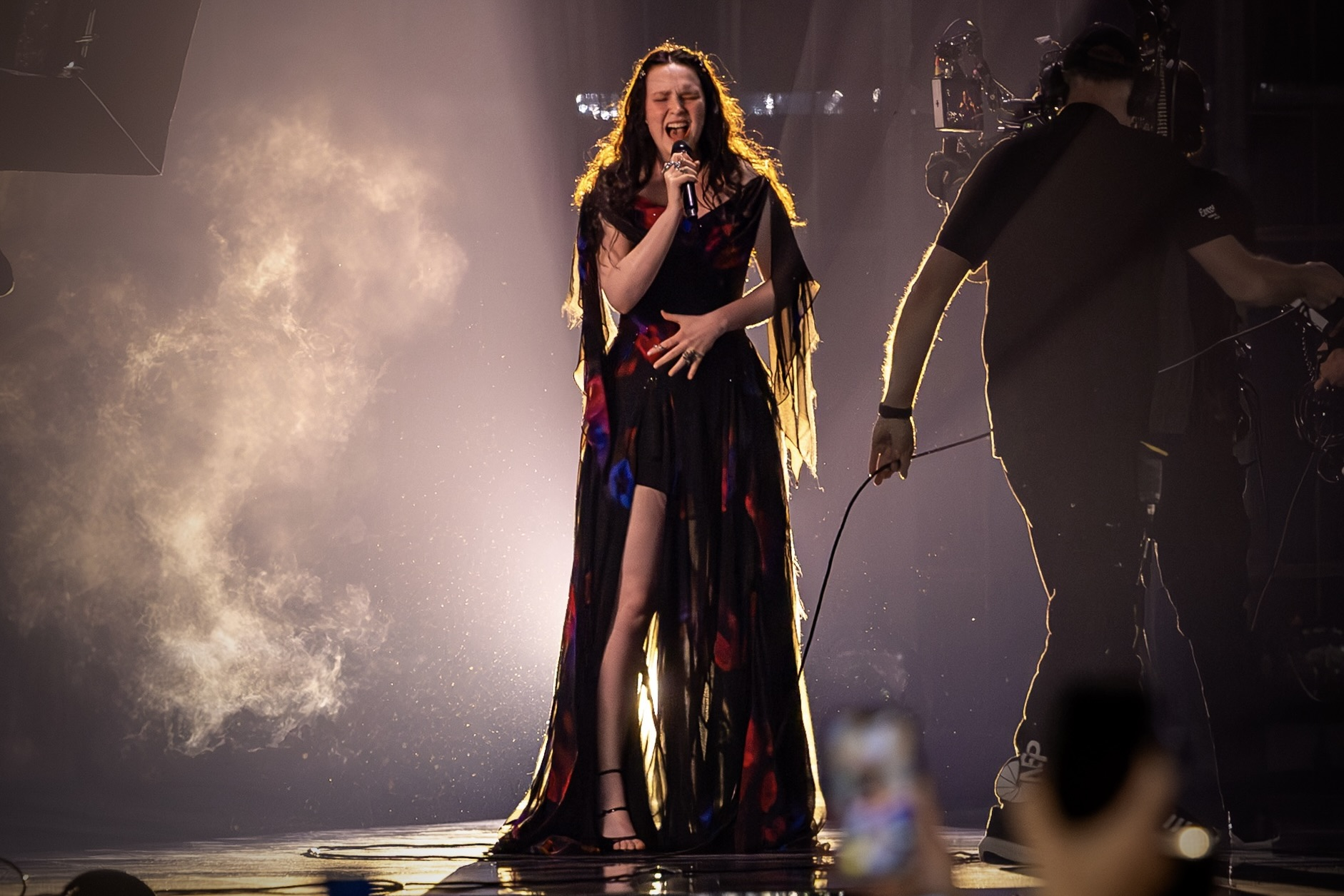
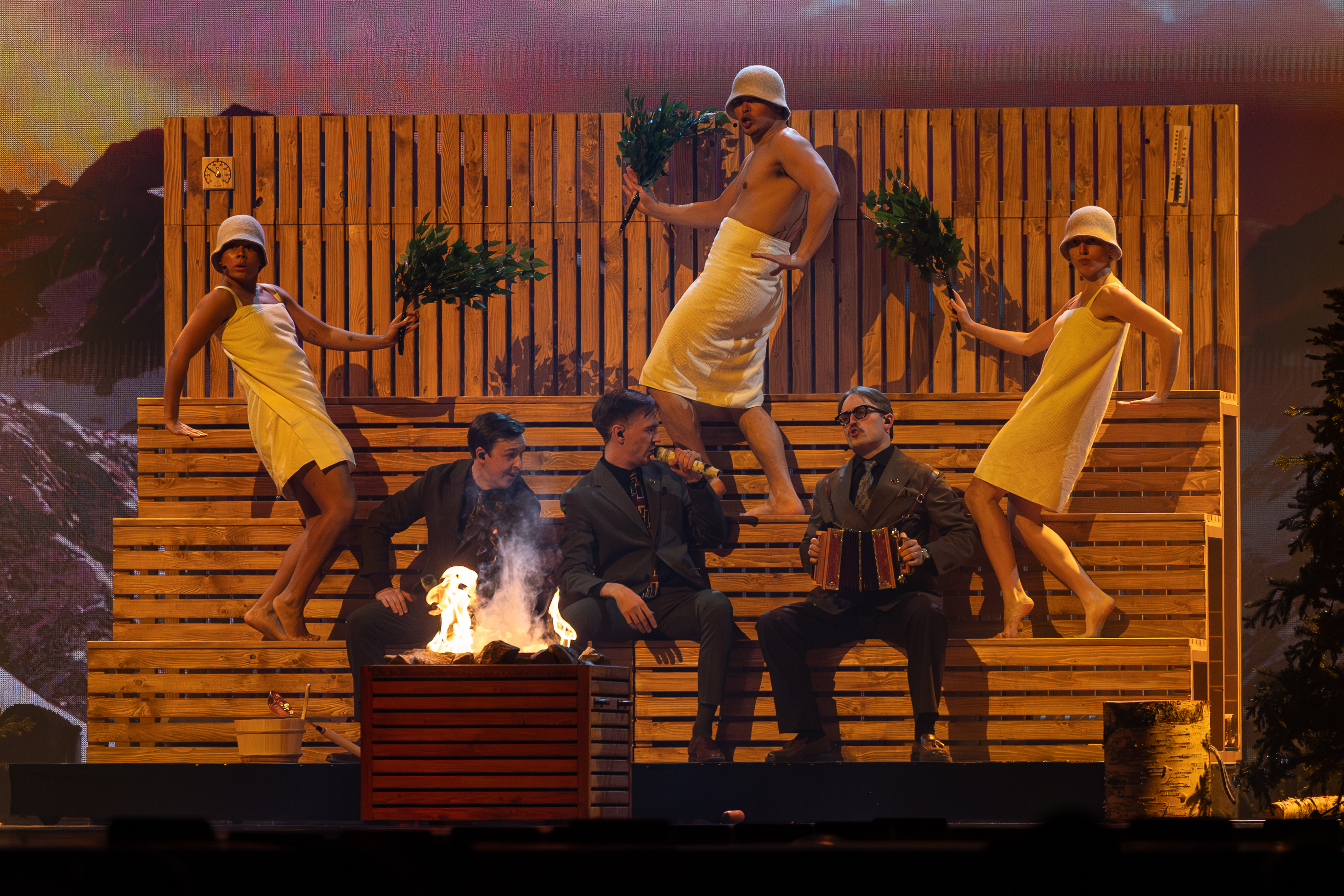

- Австралія
- Австрія
- Азербайджан
- Албанія
- Бельгія
- Велика Британія
- Вірменія
- Греція
- Грузія
- Данія
- Естонія
- Ізраїль
- Ірландія
- Ісландія
- Іспанія
- Італія
- Кіпр
- Латвія
- Литва
- Люксембург
- Мальта
- Нідерланди
- Німеччина
- Норвегія
- Польща
- Португалія
- Сан-Марино
- Сербія
- Словенія
- Україна
- Хорватія
- Фінляндія
- Франція
- Чорногорія
- Чехія
- Швейцарія
- Швеція

## Речники, мовники, коментатори

### Речники
Речники — це офіційні особи від кожної країни-учасниці, які під час фінального шоу представляють результати голосування національної журі своєї країни й оголошують найвищу оцінку, 12 балів. Країни представлені в порядку оголошення своїх балів. Першою бали оголосила Швеція як країна-господарка минулорічного конкурсу, а останньою Швейцарія — господарка цьогорічного.
| - Швеція — Keyyo - Азербайджан — Сафура - Мальта — Інгрід Саммут - Нідерланди — Шанталь Янцен - Словенія — Лорелла Флего - Вірменія — Лусіне Товмасян - Люксембург — Фаб'єн Цваллі - Сан-Марино — Сеніт - Україна — Jerry Heil - Норвегія — Том Г'юго - Австрія — Філіпп Ганса - Франція — Емілі Мазоєр - Італія — Топо Джиджіо - Португалія — Iolanda - Данія — Сара Бро - Хорватія — Доріс Пинчич - Латвія — Dons - Ірландія — Ніккі Бірн - Польща — Александра Будка | - Чорногорія — Марко Вукчевич - Греція — Тзені Теона - Сербія — Драгана Косєріна - Чехія — Радка Росицька - Велика Британія — Софі Елліс-Бекстор - Іспанія — Шанель - Фінляндія — Ясмін Белоуед - Австралія — Силія Капсіс - Німеччина — Міхаель Шульте - Бельгія — Ману Ван Акер - Ізраїль — Еден Голан - Албанія — Андрі Джагу - Литва — Silvester Belt - Ісландія — Гера Бйорк - Кіпр — Лукас Гамацос - Естонія — Кріст'ян Якобсон - Грузія — Нуца Бузаладзе - Швейцарія — Мелані Фреймонд та Свен Епіней |

### Коментатори і мовники
Усі учасники мовлення можуть вибрати місцевих або запрошених коментаторів, які надаватимуть інформацію про перебіг шоу, учасників, голосування місцевій аудиторії. Хоча мовники повинні транслювати щонайменше півфінал, за який вони голосують, і фінал, більшість транслюють усі три шоу з різними програмними планами. Подібним чином деякі мовники, країни яких не беруть участі, все ще можуть транслювати конкурс.

#### Країни-учасниці
| Країна      | Мовник | Канали                            | Шоу | Коментатори                                                                | Дж.    |
| ----------- | ------ | --------------------------------- | --- | -------------------------------------------------------------------------- | ------ |
| Австралія   | SBS    | SBS                               | Усі | Кортні Акт і Тоні Армстронг                                                | [ 52 ] |
| Австрія     | ORF    | ORF 1                             | Усі | Анді Кнолл                                                                 | [ 53 ] |
| Австрія     | ORF    | FM4                               | Ф   | Ян Бемерманн та Оллі Шульц                                                 | [ 54 ] |
| Азербайджан | İTV    | İTV                               | Усі | Ельнара Халілова й Ага Надіров                                             | [ 55 ] |
| Албанія     | RTSH   | RTSH 1, RTSH Muzikë, Radio Tirana | Усі | Андрі Джагу                                                                | [ 56 ] |
| Україна     | НСТУ   | Суспільне Культура                | ПФ1 | Тимур Мірошниченко й Олександр Педан                                       | [ 57 ] |
| Україна     | НСТУ   | Суспільне Культура                | ПФ2 | Тимур Мірошниченко й Влад Куран                                            | [ 57 ] |
| Україна     | НСТУ   | Суспільне Культура                | Ф   | Тимур Мірошниченко й alyona alyona                                         | [ 57 ] |
| Україна     | НСТУ   | Суспільне Культура                | Усі | УЖМ: Лада Соколюк, Анфіса Худашова, Олександр Рудик, Тетяна Журковадіалоги | [ 57 ] |
| Україна     | НСТУ   | Радіо Промінь                     | ПФ  | Дмитро Захарченко й Леся Антипенко                                         | [ 57 ] |
| Україна     | НСТУ   | Радіо Промінь                     | Ф   | Анна Заклецька й Денис Денисенко                                           | [ 57 ] |

#### Країни, що не беруть участь у конкурсі
| Країна  | Мовник | Канали    | Шоу | Коментатори                 | Дж.    |
| ------- | ------ | --------- | --- | --------------------------- | ------ |
| Молдова | TRM    | Moldova 1 | Усі | Іон Джалба та Даніела Круду | [ 58 ] |

## Інші країни

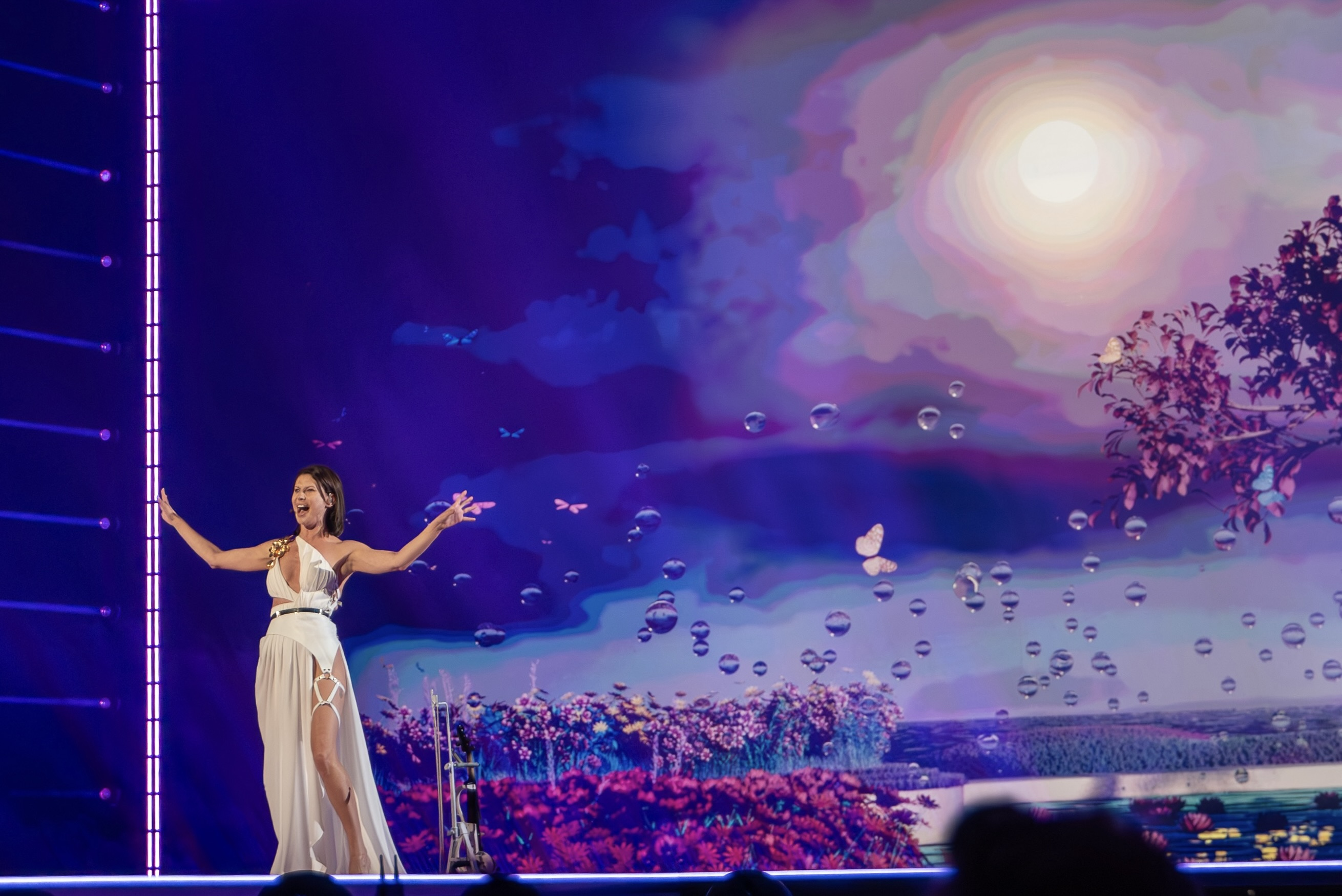
Наталія Барбу, представниця Молдови на Євробаченні 2024

- Андорра — у червні 2024 року RTVA, національний мовник Андорри, підтвердив, що країна не братиме участі в Пісенному конкурсі Євробачення 2025 року[59][60].
- Білорусь — у квітні 2024 року Європейська мовна спілка оголосила, що поточне призупинення членства БТРК є безстроковим і не закінчиться цього року. Попри початкові повідомлення про те, що тимчасове призупинення білоруського національного мовника закінчиться в липні 2024 року, через п'ять років після введення, в ЄМС підтвердили, що «наразі немає підстав для зміни нашої позиції». БТРК був виключений зі Спілки через те, що білоруський уряд використовував канал як інструмент пропаганди[61].

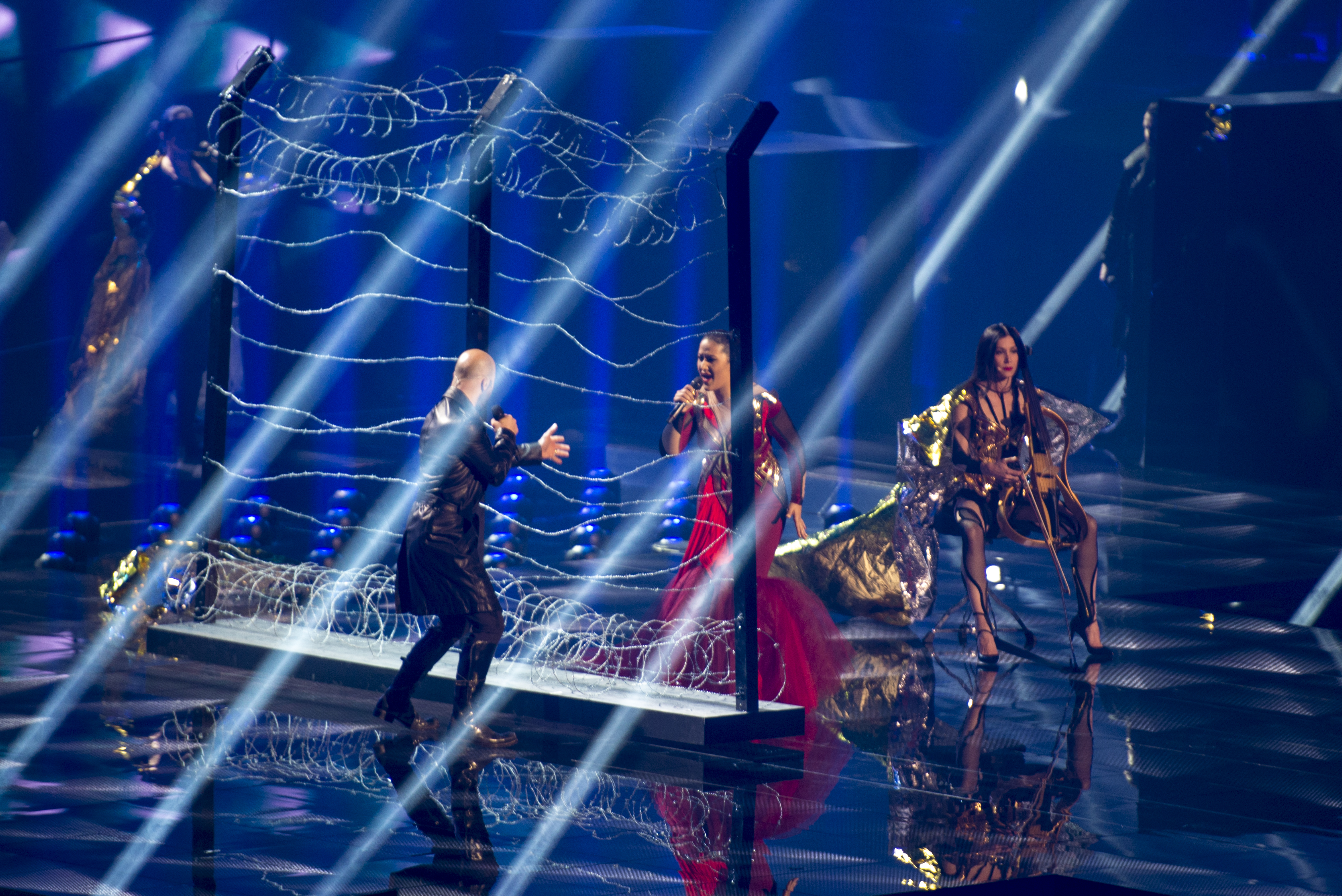
Виступ представників Боснії і Герцеговини на Євробаченні 2016

- Виступ представників Боснії і Герцеговини на Євробаченні 2016 Боснія і Герцеговина — BHRT, суспільний мовник Боснії і Герцеговини заявляв, що розглядає можливість повернення на Євробачення у 2025 році. У програмному плані на 2024 рік мовник окреслив свої плани на наступний рік з оголошеннями про нові програми, обговоренням цільової аудиторії та заявою: «також ми вважаємо, що настав час розглянути можливість повернення представників БіГ на Пісенний конкурс Євробачення у 2025 році». Це перший випадок за кілька років, коли BHRT публічно заявив про бажання повернення. Востаннє Боснія та Герцеговина брала участь у Євробаченні 2016 завдяки підтримці приватного спонсорства. Розв'язання фінансових питань BHRT та платежів ЄМС залишається критичною перешкодою для участі у Євробаченні[62]. Міністр транспорту та зв'язку країни неодноразово зустрічався з ЄМС, оскільки вважав, що уряд може допомогти погасити борги BHRT. Загалом мовник заборгував ЄМС 6,1 млн євро та все ще не в змозі повернути кошти. Європейська мовна спілка «постійно пропонує знайти спільне рішення для погашення боргу», проте участь у Євробаченні залишається дорогою для BHRT[63]. 17 липня 2024 року мовник повідомив про відмову від участі у 2025 році[64].
- Болгарія — 23 червня 2024 року болгарська телерадіокомпанія BNT повідомила у Twitter, що рішення про участь країни у 2025 році буде оголошене у вересні[65], проте цього так і не відбулося. Болгарія востаннє брала участь у конкурсі у 2022 році.
- Косово — 29 жовтня 2023 року, після першої місцевої адаптації албанського фестивалю Festivali i Këngës, запланованого як національний відбір Косова на Євробачення, генеральний директор косовської телерадіокомпанії RTK Беснік Болетіні підтвердив бажання та зусилля країни бути учасницею Євробачення вже у 2025 році. У травні 2024 року RTK оголосив, що подасть заявку на членство в ЄМС у червні[66]. 6 червня генеральний директор Шкумбін Ахметджекай надіслав офіційного листа ЄМС із проханням надати запрошення для участі у Євробаченні 2025[67]. Проте в серпні Ахметджекай прокоментував, що Спілка була «проти змін керівництва в RTK», які могли «негативно» вплинути на результат запиту на запрошення. Запит на участь у конкурсі зрештою був відхилений, оскільки RTK не є частиною ЄМС[68].
- Ліхтенштейн — газета Liechtensteiner Vaterland повідомила, що національний радіомовник країни, Radio Liechtenstein, подає заявку на членство в Європейській мовній спілці[69]. Якщо Radio Liechtenstein стане членом ЄМС, воно приєднається до тринадцяти інших повноправних членів Спілки. Однак дуже малоймовірно, що радіо могло б взяти участь у Євробаченні, оскільки ще жодна радіостанція ніколи не брала участі в конкурсі як мовник. На початку 2010-х років Ліхтенштейн виявляв певний інтерес до участі в Євробаченні. Пітер Колбель, колишній директор 1 FL TV, був пристрасно зацікавлений в участі країни в конкурсі, але плани щодо цього були припинені після того, як Колбель помер у 2020 році. У 2022 році чинна директорка 1 FL TV Сандра Вольдт підтвердила Eurovoix, що країна більше не прагне приєднатися до ЄМС[70]. Своєю чергою місцевий гурт Noops висловлював бажання представляти Ліхтенштейн на Євробаченні[71].
- Наталія Барбу, представниця Молдови на Євробаченні 2024 Молдова — попри початкове підтвердження своєї участі та організацію національного відбору для обрання представника, 22 січня 2025 країна заявила, що не братиме участь у конкурсі 2025 року через економічні проблеми[2].
- Монако — оскільки монегаський мовник TMC[en] у 2021 році вийшов з Європейської мовної спілки, для повернення країни на Євробачення потрібен був новий мовник, створення якого підтвердили 29 грудня 2022 року. 12 квітня 2024 року стало відомо, що телекомпанія TV Monaco стала повноправним членом ЄМС. Окрім цього, Монако виділило в бюджеті на 2022 рік 100 тис. євро для повернення на Євробачення 2022, проте цього не сталося[72]. Чи повернеться країна в найближчі роки на конкурс наразі не відомо.
- Північна Македонія — 18 вересня 2024 року македонська телекомпанія MRT опублікувала свій програмний план на 2025 рік, який охоплює плани щодо трансляції конкурсу 2025 року, а також Дитячого Євробачення 2025. Однак у документі не згадувалося, чи Північна Македонія також братиме участь у цих подіях[73]. Так, країна не з'явилася у списку учасників конкурсу 2025 року. Востаннє Північна Македонія була учасницею Євробачення 2022.
- Румунія — 10 вересня 2024 року румунська телекомпанія TVR заявила, що ще не прийняла рішення щодо участі країни у 2025 році[74]. Країна так і не повернулася на конкурс. Востаннє Румунія була учасницею Євробачення у 2023 році.
- Словаччина — у серпні 2023 року RTVS, словацький мовник, розглядав можливість повернення на Євробачення у 2025 році[75]. У вересні того ж року Любош Мачай, генеральний директор RTVS, висловлювався щодо можливого повернення Словаччини на конкурс та зазначав, що країна «отримала відносно хороші пропозиції» щодо участі, а також, що телеканал розглядав можливі способи обрання представника[76]. Проте 8 квітня 2024 року словацький мовник підтвердив, що не братиме участі у Євробаченні 2025 через скорочення бюджету[77].

### Нотатки
1. ↑  Містить декілька слів фінською
2. ↑  Містить фразу французькою мовою.
3. ↑  Містить повторювану фразу англійською мовою
4. ↑  Містить повторювану фразу німецькою
5. ↑  Містить повторювану фразу німецькою
6. ↑  Містить повторювану фразу англійською мовою
7. ↑  Містить декілька слів фінською